# Biografielijst U

## Ua
- Matti Uaelesi (1992), Tuvaluaans voetballer
- Pádraigín Ní Uallacháin (20e eeuw), Noord-Iers zangeres

## Ub
- Raoul Ubac (1910-1985), Waals kunstschilder, fotograaf en beeldhouwer
- Alanna Noel Ubach (1975), Amerikaans actrice en stemactrice
- Hans Ubachs (1961), Nederlands politicus
- Marieke Ubachs (1993), Nederlands voetbalspeelster
- Pierre Ubachs (1925-2010), Nederlands historicus
- Gerhard Casimir Ubaghs (1800-1875), Vlaams priester en theoloog
- Jacques Ubaghs (1931-1996), Belgisch dirigent, klarinettist en violist
- Alejandro Martínez (Alex) de Ubago Rodríguez (1981), Spaans zanger
- Baldus de Ubaldis (1327-1400), Italiaans jurist
- Assur-uballit I (†ca. 1330 v.Chr.), koning van Assyrië
- Assur-uballit II (†609 v.Chr.), kroonpretendent en koning-in-ballingschap van het Assyrische rijk
- Romas Ubartas (1960), Sovjet-Russisch/Litouws atleet
- Abu Ubayda ibn al-Jarrah (ca. 581-ca. 639), metgezel van Mohammed
- Juliann Ubbergen (1990), Nederlands acteur van Surinaamse komaf
- Rodney Ubbergen (1986), Nederlands voetballer van Surinaamse komaf
- Carlo Ubbiali (1929), Italiaans motorcoureur
- Gerard Ubbink (1900-1989), Nederlands predikant en schrijver
- Hans Ubbink (1961), Nederlands modeontwerper
- John Bernard (Ben) Ubbink (1921-1993), Nederlands Engelandvaarder
- Claudio Ubeda (1969), Argentijns voetbalspeler
- Perry Ubeda (1971), Nederlands vechtsporter
- Catharina (Cathy) Ubels-Veen (1928), Nederlands politica
- Ubenre (17e eeuw v.Chr.), Egyptisch farao
- David Albert Uber (1921), Amerikaans componist, muziekpedagoog, dirigent, trombonist en musicus
- Neha Uberoi (1986), Amerikaans tennisspeelster
- Shikha Uberoi (1983), Indiaas tennisspeelster
- Francesco Ubertini, bekend als Bachiacca (1494-1557), Italiaans kunstschilder
- Miguel Armando Ubeto Aponte (1976), Venezolaans wielrenner
- Elizbar Ubilava (1950), Spaans schaker
- Ubol Ratana (1951), Thais prinses

## Uc

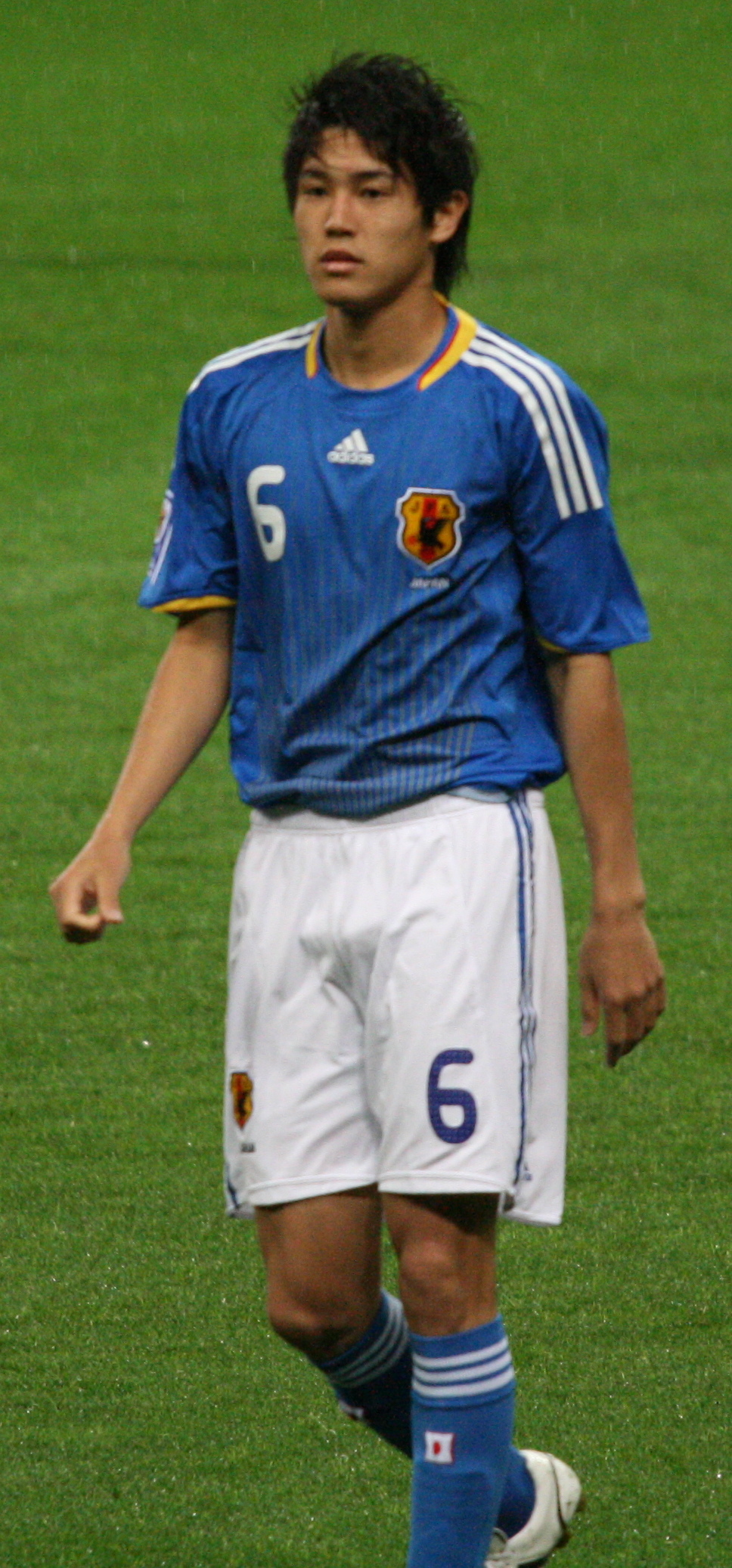
Atsuto Uchida

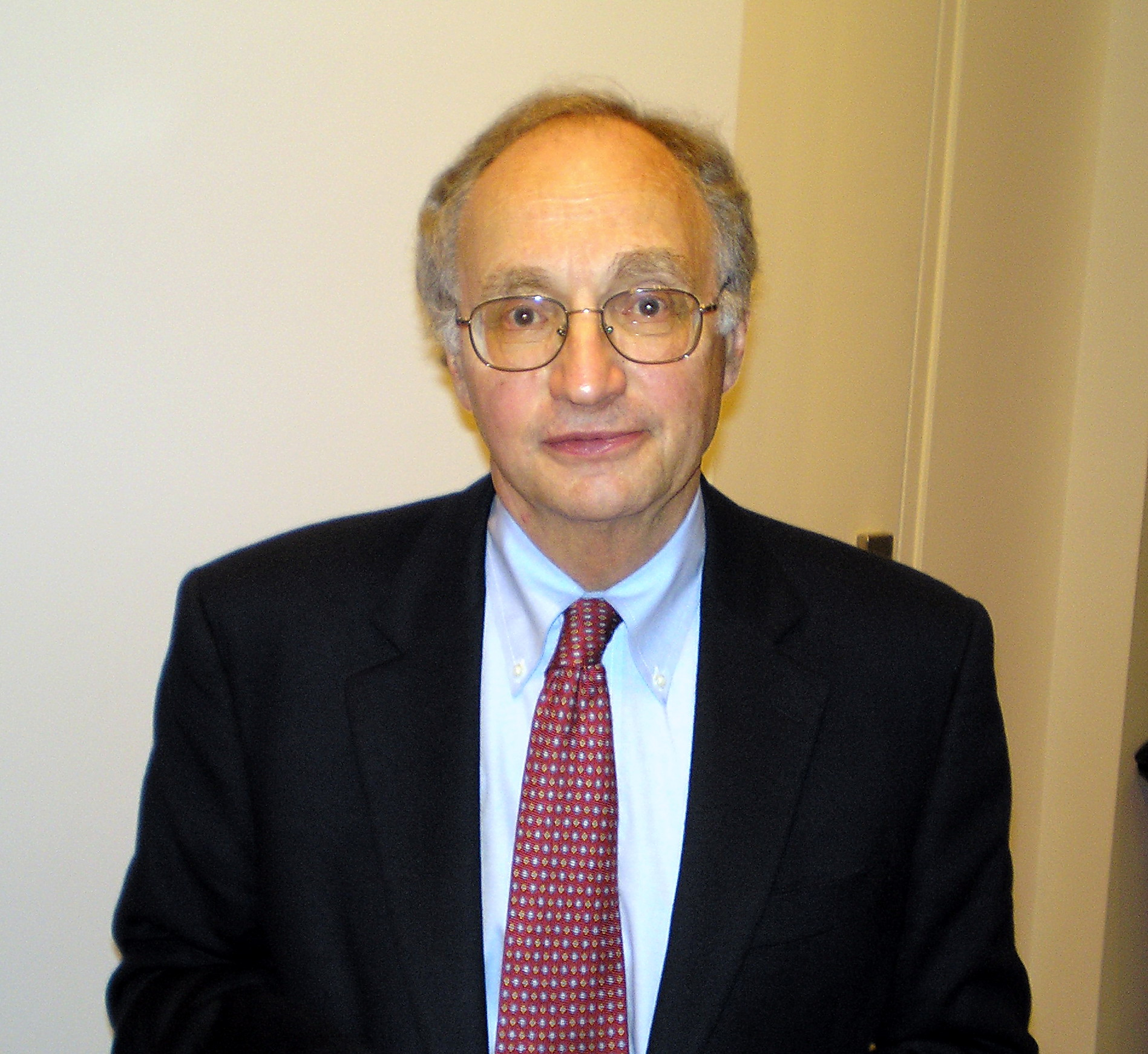
Louis Uchitelle

- Salih Uçan (1994), Turks voetballer
- Alper Ucar (1985), Turks kunstschaatser
- Uğur Uçar (1987), Turks voetballer
- Marco Uccellini (ca. 1605-1680), Italiaans violist en componist
- Paolo Uccello, geboren als Paolo di Dono (1397-1475), Italiaans kunstschilder en wiskundige
- Ucee, pseudoniem van Ulrich Coldenhoff (1890-1963), Nederlands detectiveschrijver
- Marcos Martínez Ucha (1985), Spaans autocoureur
- Ikechukwu Uche (1984), Nigeriaans voetballer
- Isaac Uche (1981), Nigeriaans sprinter
- Kalu Uche (1982), Nigeriaans voetballer
- Uche Alozie Okechukwu (1967), Nigeriaans voetballer
- Michael Babatunde Okechukwu Uchebo (1990), Nigeriaans voetballer
- James Iroha Uchechukwu (1972), Nigeriaans fotograaf
- Anthonie Rutger Alexander (Ton) Croiset van Uchelen (1936), Nederlands bibliothecaris
- Marc van Uchelen (1970-2013), Nederlands filmacteur, filmregisseur en filmproducent
- Atsuto Uchida (1988), Japans voetballer
- Hifuyo Uchida, Japans voetballer
- Jun Uchida (1977), Japans voetballer
- Mitsuko Uchida (1948), Japans pianiste
- Tomoya Uchida (1983), Japans voetbalspeler
- Toshihiro Uchida (1972), Japans voetbalspeler
- Yuya Uchida (1939-2019), Japans rockzanger en acteur
- Hideki Uchidate (1974), Japans voetbalspeler
- Kōhei Uchimura (1989) Japans turner
- Masao Uchino (1934), Japans voetballer
- Louis Uchitelle, Amerikaans journalist en auteur
- Atsushi Uchiyama (1959), Japans voetbalspeler
- Masaru Uchiyama (1957), Japans voetballer
- Toshihiko Uchiyama (1978), Japans voetballer
- Gustav Ucicky (1899-1961), Oostenrijks filmregisseur en cameraman

## Ud

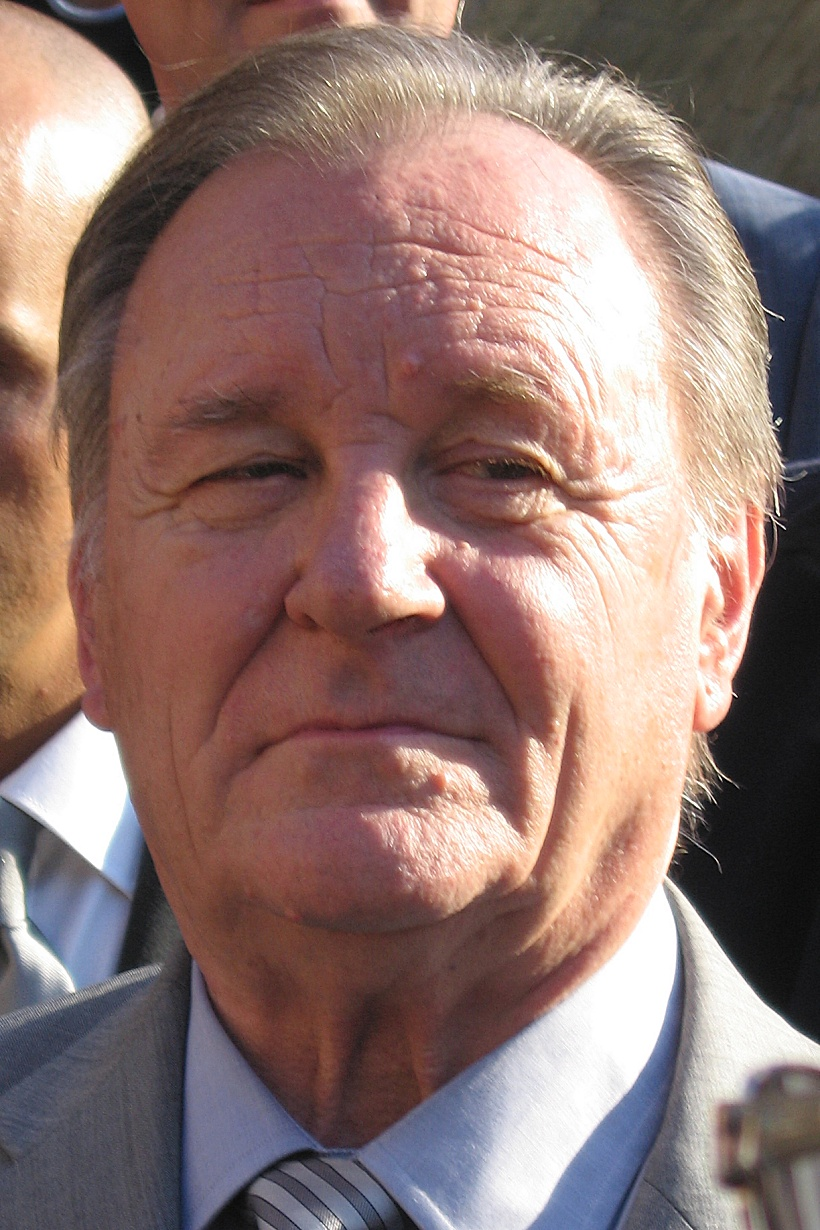
Albert Uderzo

- Shintaro Uda (1896-1976), Japans wetenschapper en hoogleraar
- Uda (867-931), keizer van Japan (8887-897)
- Uda van Metz (ca. 910-963), Duits edelvrouw
- Adnan ibn Udad (2e eeuw v.Chr.), voorvader van de Noordelijke Arabieren (islamitische traditie)
- Mark Emery Udall (1950), Amerikaans politicus
- Nicholas Udall (1504-1556), Engels toneelschrijver
- Stewart Lee Udall (1920-2010), Amerikaans politicus
- Thomas Stewart (Tom) Udall (1948), Amerikaans politicus
- Antoine Udalrique van Arberg (17e eeuw), Zuid-Nederlands edelman, graaf van Arberg, Frezin en Valangin en van het Heilig Rijk, heer van Ahin, Saint Leonard Beaufort
- Ghiyath ud-Din Tughluq (†1325), Indiaas heerser
- Robin Udegbe (1991), Duits voetballer van Nigeriaanse komaf
- Henri Joseph Adelin François Xavier Marie d'Udekem d'Acoz (1933), Belgisch advocaat en burgemeester
- Jacques Albert Bernard Joseph Ghislain d'Udekem d'Acoz (1828-1900), Belgisch baron
- Mathilde Marie Christine Ghislaine d'Udekem d'Acoz (1973), Belgisch echtgenote van kroonprins Filip
- Patrick Paul François Xavier Marie Ghislain d'Udekem d'Acoz (1936-2008), Belgisch aristocraat en politicus
- Raoul Paul Adelin François Xavier Marie Ghislain d'Udekem d'Acoz (1935), Belgisch edelman, verzekeraar en politicus
- Ferdinand Thomas Lambert d'Udekem de Guertechin (1798-1853), Belgisch politicus
- Budd Udell (1934-2006), Amerikaans componist, muziekpedagoog en dirigent
- Godefridus Cornelisz Udemans (ca. 1581-1649), Nederlands predikant
- Jan van Uden (1942-2008), Nederlands atleet
- Lucas van Uden (1595-ca. 1672), Zuid-Nederlands kunstschilder
- Roman Van Uden (1988), Nieuw-Zeelands wielrenner van Nederlandse komaf
- Willem Alfred (Wim) Udenhout (1937-2023), Surinaams politicus
- Albert Uderzo (1927-2020), Frans striptekenaar
- Ernst Udet (1896-1941), Duits oorlogsvlieger
- Berend Jan Udink (1926-2016), Nederlands politicus en topfunctionaris
- Betsy Udink (1951), Nederlands schrijfster en journaliste
- Johannes Theunis Roessingh Udink (1805-1858), Nederlands grootgrondbezitter, politicus en burgemeester
- Thijs Udo (1954), Nederlands politicus
- Udo (ca. 830-na 879), graaf van Lahngouw
- Udo Mechels (1976), Vlaams zanger
- Udo van Orléans (ca. 780-834), Frankisch edelman en hoveling van Karel de Grote en Lodewijk de Vrome
- Kingsley Udoh (1990), Nigeriaans voetballer
- Danai Udomchoke (1981), Thais tennisspeler
- Paula Nkoyo Udondek (1967), Nederlands actrice, televisiepresentatrice, columniste en schrijfster
- Enefiok Udo-Obong (1982), Nigeriaans atleet
- Sašo Udovič (1968), Sloveens voetballer
- Michael William Udow (1949), Amerikaans componist en slagwerker
- Stéphane Udry (1961), Zwitsers astronoom

## Ue
- Ernst Robert Uebel (1882-1959), Duits componist en dirigent
- Günther Uecker (1930-2025), Duits beeldhouwer
- Haruka Ueda (1988), Japans zwemster
- Kota Ueda (1986), Japans voetbalspeler
- Noboru Ueda (1967), Japans motorcoureur
- Tadahiko Ueda (1947), Japans voetballer
- Ayako Uehara (1980), Japans pianiste
- Edwin Uehara (1969), Japans voetballer
- Hiromi Uehara (1979), Japans jazzcomponiste en pianiste
- Shigeharu Ueki (1954), Japans voetballer
- Kazuhide Uekusa (1960), Japans econoom
- Eva Ueltzen, Amerikaans triatlete
- Nobuo Uematsu (1959), Japans componist
- Taikai Uemoto (1982), Japans voetballer
- Kenichi Uemura (1974), Japans voetballer
- Shuichi Uemura (1966), Japans voetballer
- Susumu Uemura (1964), Japans voetbalspeler
- Takashi Uemura (1973), Japans voetballer
- Hidesaburo Ueno (1871-1925), Japans landbouwkundige en hondeneigenaar
- Yoshie Ueno (1983), Japans judoka
- Yoshiharu Ueno (1973), Japans voetballer
- Yusaku Ueno (1973), Japans voetballer
- Kazumasa Uesato (1986), Japans voetbalspeler
- Ueslei, pseudoniem van Ueslei Raimundo Pereira da Silva (1972), Braziliaans voetbalspeler
- Uesugi Kenshin, pseudoniem van Nagao Kagetora (1530-1578), Japans daimyo
- Aya Ueto (1985), Japans actrice en muzikante

## Uf
- Johan van Uffelen (1954), Nederlands journalist en (hoofd)redacteur
- Pieter Cornelis van Uffelen (1928-2006), Nederlands dirigent
- Rik Van Uffelen (1948), Vlaams acteur
- Uffie, geboren als Anna-Catherine Hartley (1987), Amerikaans elektroartieste
- Cypriaan Gerard Carel Quarles van Ufford (1891-1985), Nederlands burgemeester en commissaris der Koningin
- Hendrik Quarles van Ufford (1822-1860), Nederlands militair
- Jacques Jean Quarles van Ufford (1788-1855), Nederlands ambtenaar en staatsraad
- Jan Hendrik Jacob Quarles van Ufford (1855-1917), Nederlands jonkheer en politicus
- Johan Willem Quarles van Ufford (1882-1951), Nederlands jonkheer, jurist en bestuurder
- Lili Byvanck-Quarles van Ufford (1907-2002), Nederlands klassiek archeologe
- Louis Jacques (Jaap) Quarles van Ufford (1891-1971), Nederlands edelman, hockeyspeler en sportbestuurder
- Louis Pierre (Louk) Quarles van Ufford (1927-1986), Nederlands edelman en burgemeester
- Maurits Lodewijk Quarles van Ufford (1910-1944), Nederlands politicus
- Wilhelm Herman Daniël Quarles van Ufford (1929), Nederlands burgemeester

## Ug
- Tomoya Ugajin (1988), Japans voetbalspeler
- Juan José Oroz Ugalde (1980), Spaans wielrenner
- Luis Carlos Ugalde Ramírez (1966), Mexicaans politicoloog en hoogleraar
- Augusto José Ramón Pinochet Ugarte (1915-2006), Chileens generaal en dictator
- Bruno Stagno Ugarte (1970), Costa Ricaans diplomaat en politicus
- Francisco Jorge Ugarte Hidalgo (1959), Chileens voetballer
- Ricardo Ugarte Zuiarraín (1942), Spaans schilder en beeldhouwer
- Víctor Agustín Ugarte (1926-1995), Boliviaans voetballer
- Manuel Prado y Ugarteche (1889-1967), Peruaans bankier, hoogleraar en president (1939-1945, 1956-1962)
- Caroline Thérese af Ugglas Liljedahl (1972), Zweeds zangeres
- Ivar Karl Ugi (1930-2005), Duits scheikundige van Estse komaf
- Mariano Esteban Uglessich (1981), Argentijns voetballer
- Ugo Ugochukwu (2007), Amerikaans autocoureur
- U-God, pseudoniem van Lamont Jody Hawkins (1970), Amerikaans rapper
- Enrique Clemente Armand-Ugón (1893-1984), Uruguayaans rechter en diplomaat
- Filip Ugran (2002), Roemeens autocoureur
- Dubravka Ugrešić (1949), Joegoslavisch-Kroatisch schrijfster
- Can Uğurluer (1970), Turks zanger

## Uh

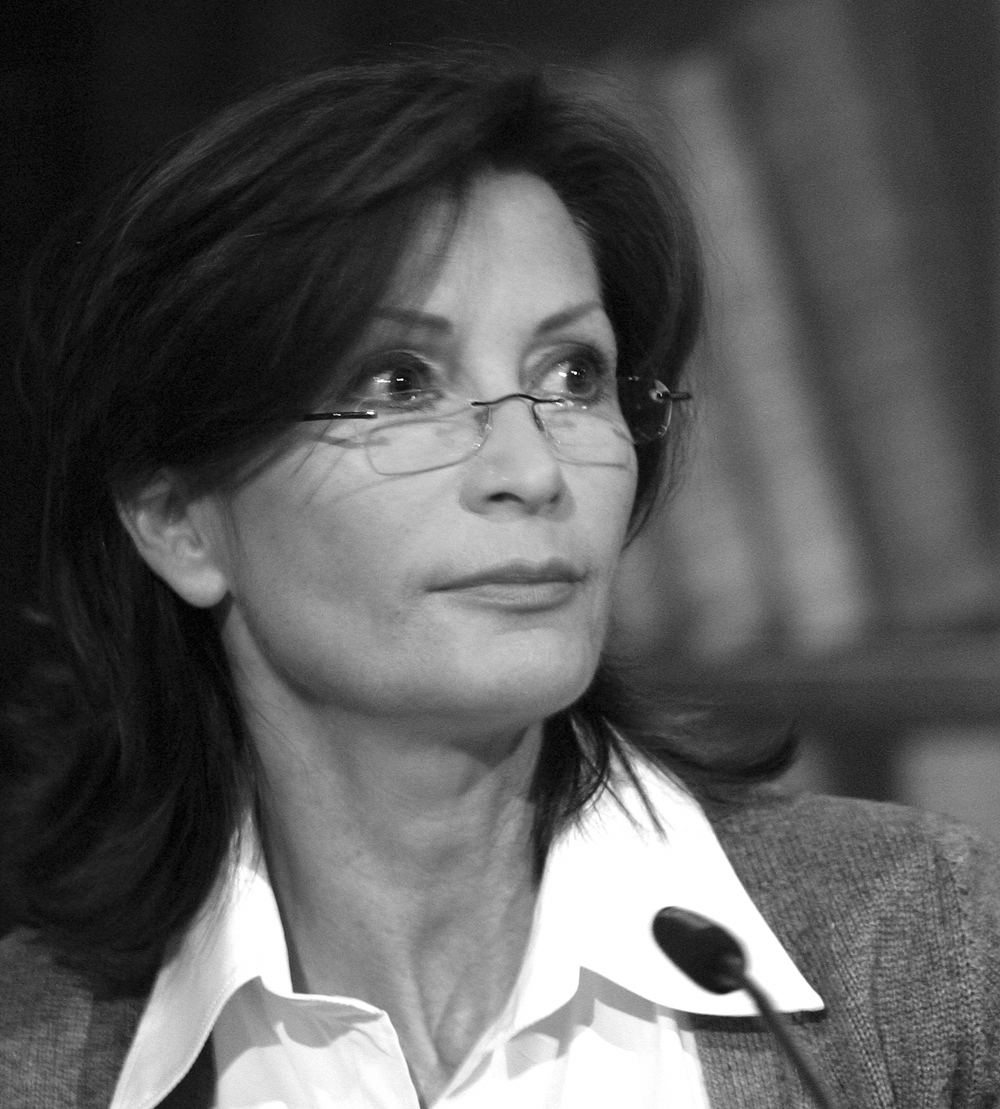
Susanne Uhlen (2008)

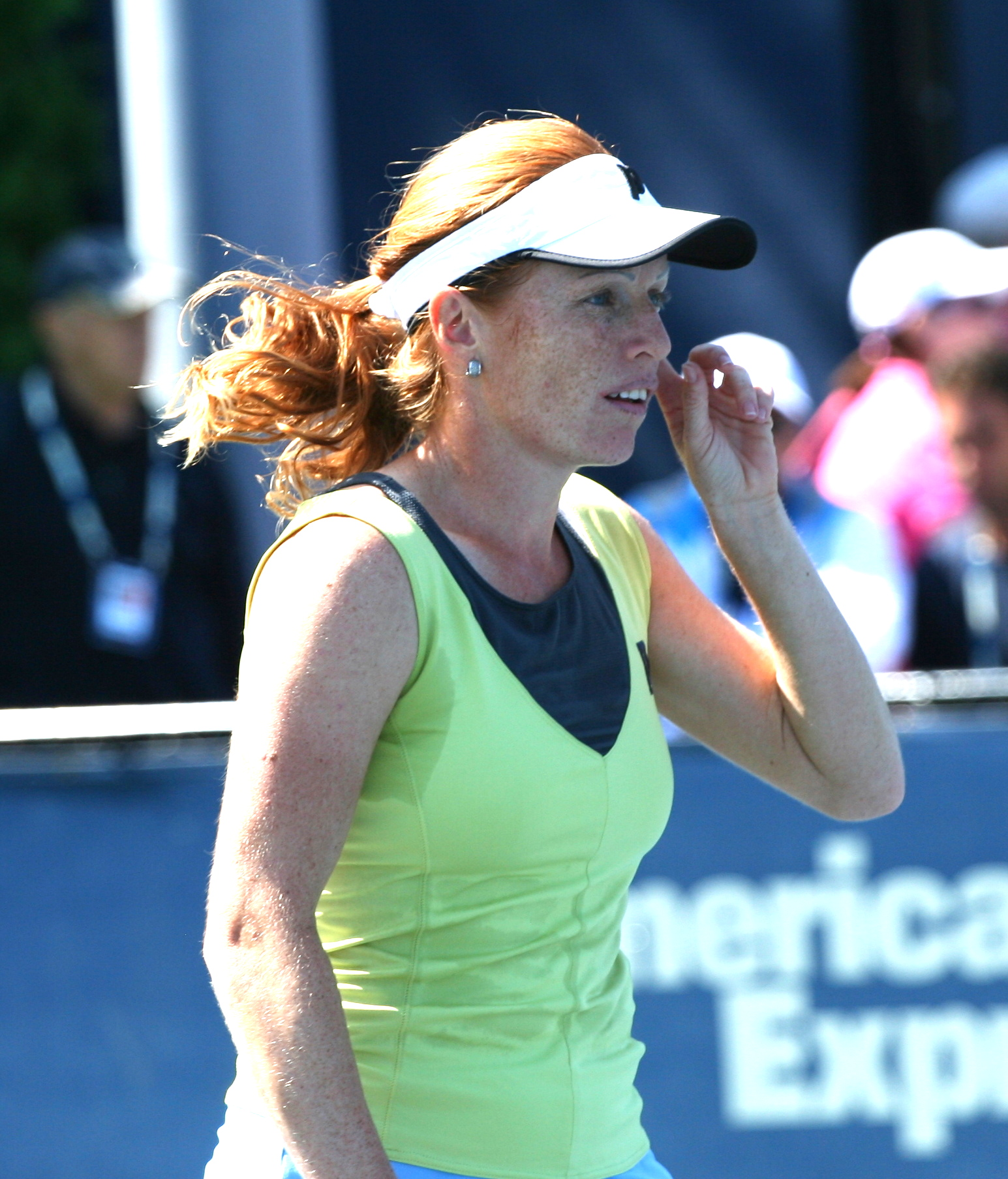
Vladimíra Uhlířová (2009)

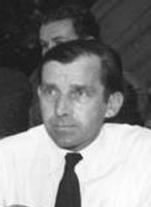
Bodo Uhse (1950)

- Fritz von Uhde, geboren als Friedrich Hermann Carl Uhde (1848-1911), Duits kunstschilder
- Alfred Uhl (1909-1992), Oostenrijks componist, muziekpedagoog en dirigent
- Johann Ludwig (Ludwig) Uhland (1787-1862), Duits dichter, literatuurwetenschapper, jurist en politicus
- Katie Uhlaender (1984), Amerikaans skeletonster
- Friedrich Gottlob Uhlemann (1792-1864), Duits luthers theoloog, filosoof en oriëntalist
- Gisela Uhlen, geboren als Gisela Friedlinde Schreck (1919-2007), Duits actrice en danseres
- Susanne Uhlen, geboren als Susanne Kieling (1955), Duits actrice en regisseuse
- Christianus Cornelis Uhlenbeck (1866-1951), Nederlands linguïst en antropoloog
- Eugenius Marius (Bob) Uhlenbeck (1913-2003), Nederlands taalkundige en Indoloog
- George Eugene Uhlenbeck (1900-1988), Nederlands-Amerikaans natuurkundige
- Gerhard Hendrik Uhlenbeck (1815-1888), Nederlands politicus
- Peter Frederik Uhlenbeck (1816-1882), Nederlands marine-officier, hydrograaf en luchtvaartpionier
- Gustav (Guus) Uhlenbeek (1970), Nederlands voetballer
- Friedrich Uhlhorn (1860-1937), Duits pastor, theoloog en kerkhistoricus
- Herman Uhlhorn (1932-1996), Nederlands pianist
- Ilona Uhlíková, geboren als Ilona Vostová (1954), Tsjechisch tafeltennisspeelster
- František Uhlíř sr. (1920), Tsjechisch componist en dirigent
- Jan Uhlíř (1894-1970), Tsjechisch componist, muziekpedagoog en dirigent
- Vladimíra Uhlířová (1978), Tsjechisch tennisspeelster
- Hans Uhlmann (1900-1975), Duits beeldhouwer
- Wolfgang Uhlmann (1935-2020), Duits schaker
- Marc van Uhm (1958), Nederlands generaal en geridderde
- Petrus (Peter) van Uhm (1955), Nederlands generaal
- Geoff Uhrhane (1991), Australisch autocoureur
- Michael Uhrmann (1978), Duits skispringer
- Beate Uhse, geboren als Beate Köstlin (1919-2001), Duits kunstvliegpilote en onderneemster
- Bodo Uhse (1904-1963), Duits schrijver, journalist en politiek activist
- Janina Uhse (1989), Duits actrice
- Uhtred (ca. 970-1016), earl van Bamburgh en York

## Ui

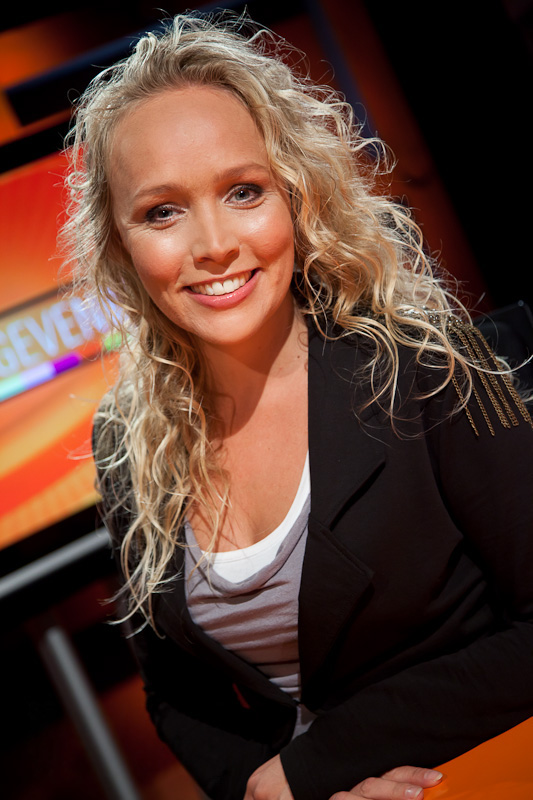
Albertje Sabine Uitslag

- Youichi Ui (1972), Japans motorcoureur
- Peter Uihlein (1989), Amerikaans golfspeler
- Franciscus Jacobus Frederikus (Frans) Uijen (1927-2019), Nederlands politicus
- Franciscus Theodorus Hubertus Uijen (1878-1956), Nederlands politicus
- Barbara Elisabeth den Uijl (1949), Nederlands filmregisseuse
- Johannes Marten (Joop) den Uijl, bekend als Johannes Marten (Joop) den Uyl (1919-1987), Nederlands politicus (o.a. premier 1973-1977)
- Frederike van Uildriks (1854-1919), Nederlands schrijfster en natuuronderzoekster
- Hillegonda (Gonne) Loman-van Uildriks (1863-1921), Nederlands lerares, schrijfster en vertaalster
- Jacobus (Jaap) Uilenberg (1950), Nederlands voetbalscheidsrechter en sportbestuurder
- Jan Jantinus Uilenberg (1881-1962), Nederlands onderwijzer en schrijver
- Carola Uilenhoed (1984), Nederlands judoka
- Jacobus Albertus Uilkens (1772-1825), Nederlands predikant, schoolopziener en hoogleraar
- Antoine Uitdehaag (1951), Nederlands toneelregisseur en schrijver
- Dennis Richter Uitdenbogaardt, Nederlands kok
- Rafael Uiterloo (1990), Nederlands voetballer
- Job van Uitert (1998), Nederlands autocoureur
- Rien van Uitert (1952), Nederlands kunstenaar
- Johannes Wilhelmus (Jo) Uiterwaal (1897-1972), Nederlands beeldhouwer en meubelontwerper
- Stephanus Albertus (Steph) Uiterwaal (1889-1960), Nederlands beeldhouwer, tekenaar en kunstschilder
- Junte Uiterwijk, bekend als Sticky Steez, Nederlands rapper
- Cornelis Corneliszoon van Uitgeest (ca. 1550-ca. 1607), Nederlands uitvinder
- Jan Uitham (1925), Nederlands landbouwer, badmeester, gemeenteambtenaar en marathonschaatser
- Jochem Uithoven (1985), Nederlands marathonschaatser en inlineskater
- Lex Uiting (1986), Nederlands verslaggever, radio- en televisiepresentator
- Roeland van Uitkerke (†1442), Vlaams ridder en voorman
- Albertje Sabine (Sabine) Uitslag (1973), Nederlands politica
- Joop Uittenbogaard (1916-2010), Nederlands kunstschilder
- Leo Uittenbogaard (1915-1995), Nederlands journalist
- Theo Uittenbogaard (1946-2022), Nederlands programmamaker voor radio en televisie
- Gerrit Uittenbosch (1936-2006), Nederlands voetballer
- Amaryllis Uitterlinden (1984), Vlaams singer-songwriter en actrice
- Hilde Uitterlinden (1939), Vlaams actrice
- Ilse Uitterlinden (1956), Vlaams actrice
- Marjolijn Uitzinger (1947), Nederlands journaliste en radio- en televisiepresentatrice

## Uj
- Anthony Ujah (1990), Nigeriaans voetbalspeler
- Tomáš Ujfaluši (1978), Tsjechisch voetbalspeler
- Hideyuki Ujiie (1979), Japans voetbalspeler
- Emir Ujkani (1985), Belgisch voetballer van Kosovaarse komaf
- Samir Ujkani (1988), Albanees voetbalspeler
- Marek Ujlaky (1974), Slowaaks voetbalspeler
- Antal Újváry (1907-1967), Hongaars handballer

## Uk
- Christiana Ngozi Ukah, bekend als Christiana Anyanwu (1951), Nigeriaans journaliste, uitgeefster, schrijfster en politica
- Tohru Ukawa (1973), Japans motorcoureur
- Kari Ukkonen (1961), Fins voetballer en voetbalcoach
- Pjotr Uklański (1968), Pools beeldend kunstenaar
- Tokutaro Ukon (1913-1944), Japans voetballer
- Alexander Ukrow (1970), Duits voetballer en voetbalcoach
- Hansina (Hansje) Francina Uktolseja (1955-1977), Nederlands-Zuid-Moluks terroriste

## Ul

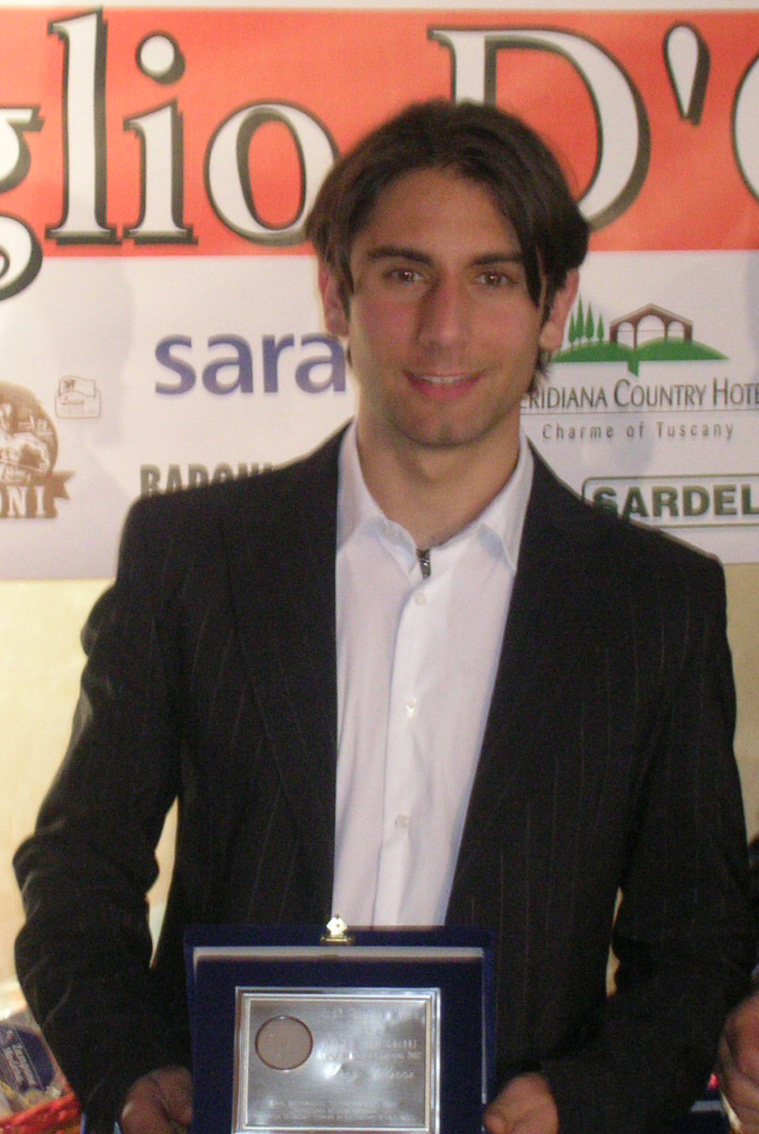
Diego Ulissi (2007)

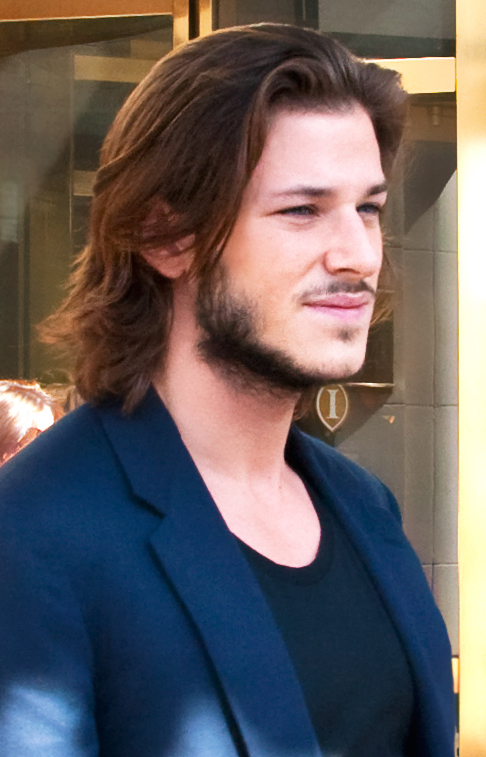
Gaspard Ulliel

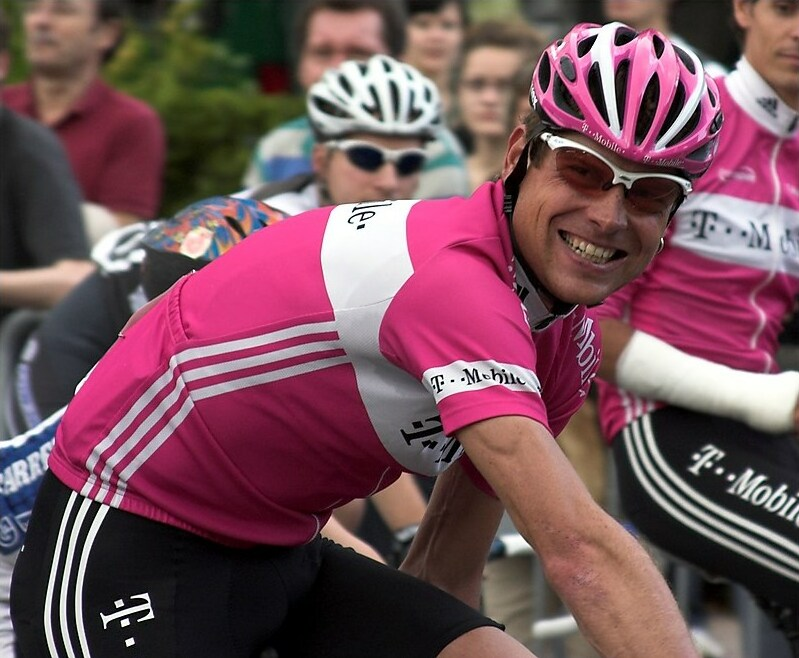
Jan Ullrich in Jena.jpg

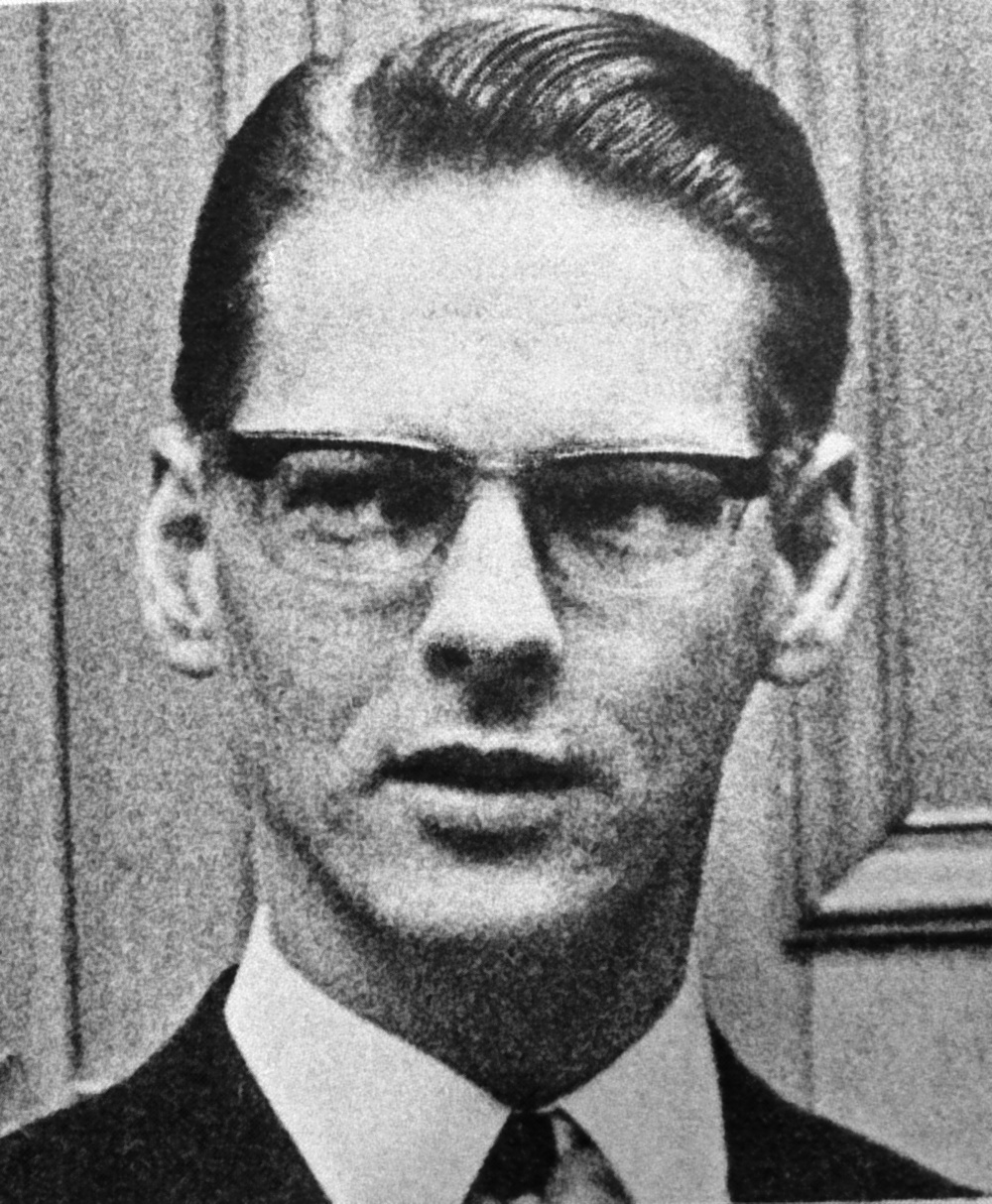
Stig Kjell Olof (Ola) Ullsten

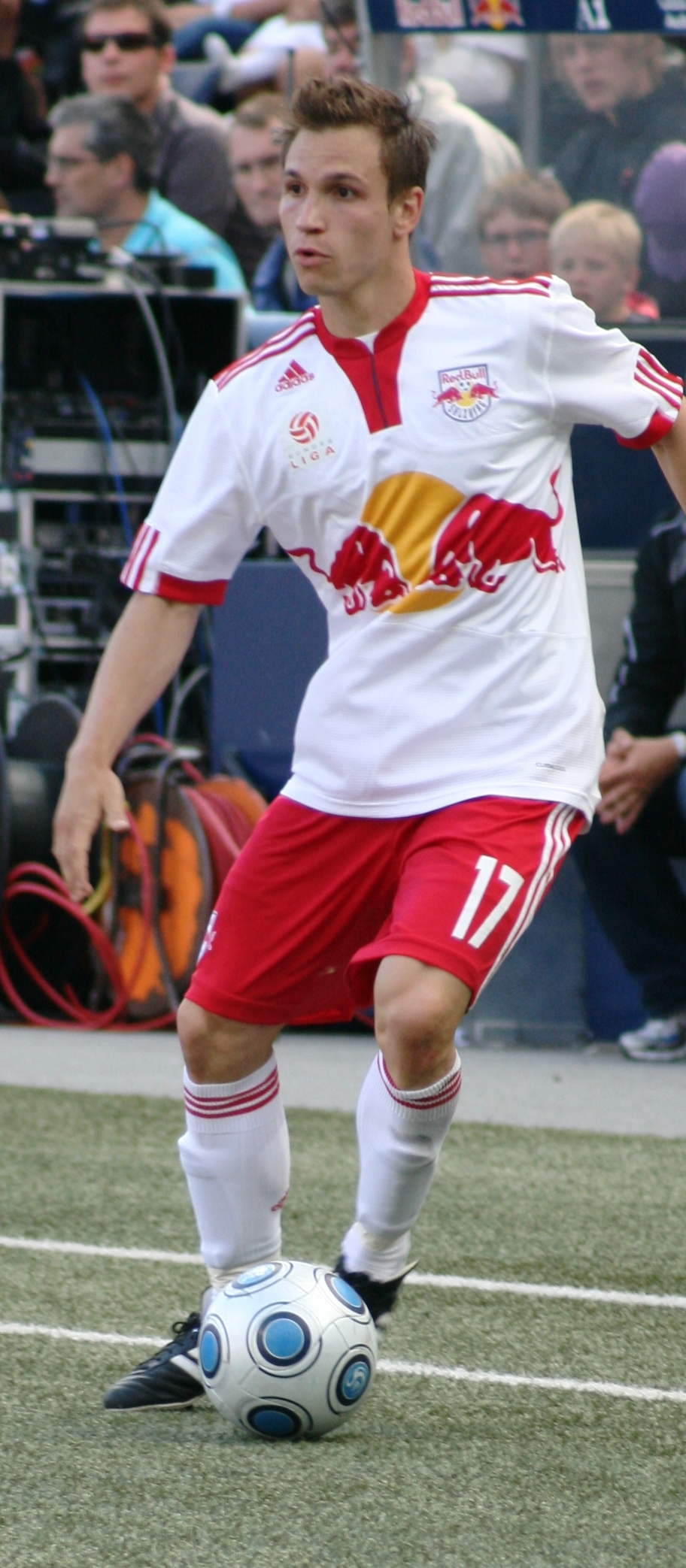
Andreas Ulmer

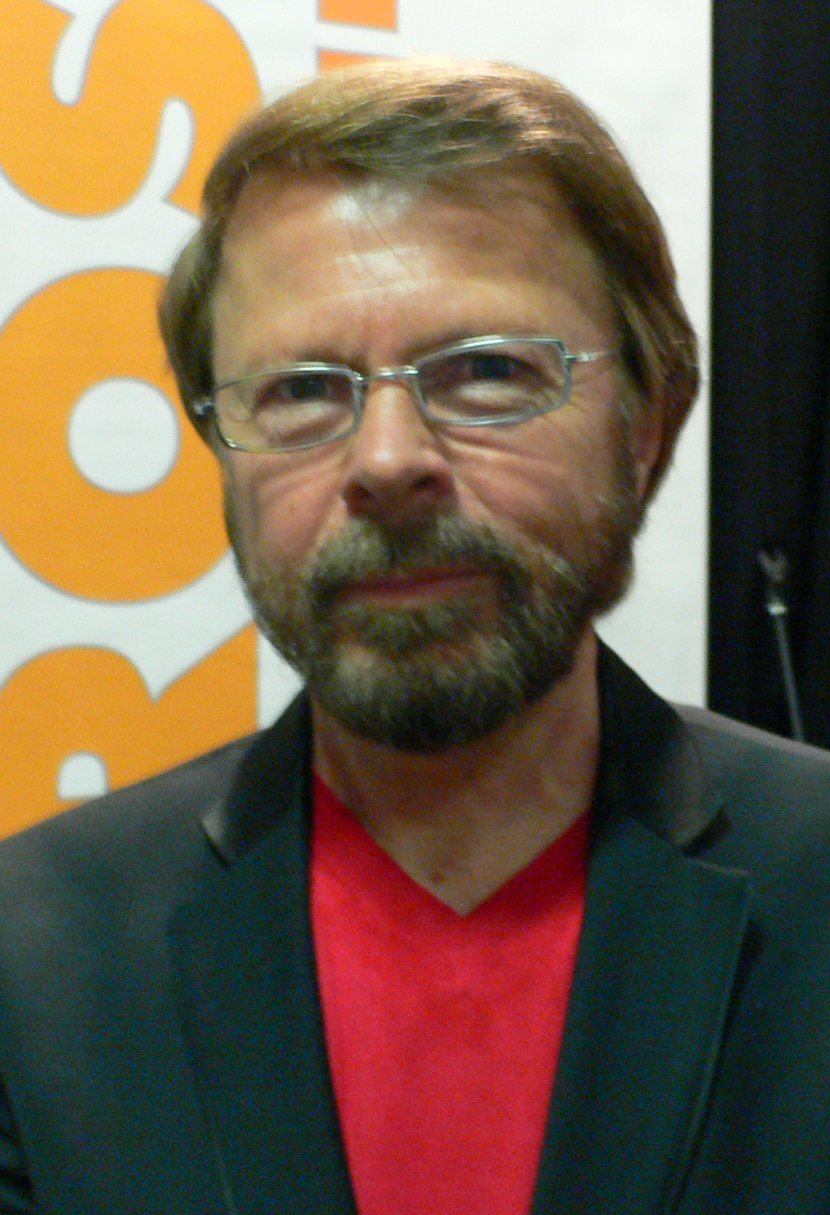
Björn Ulvaeus (2007)

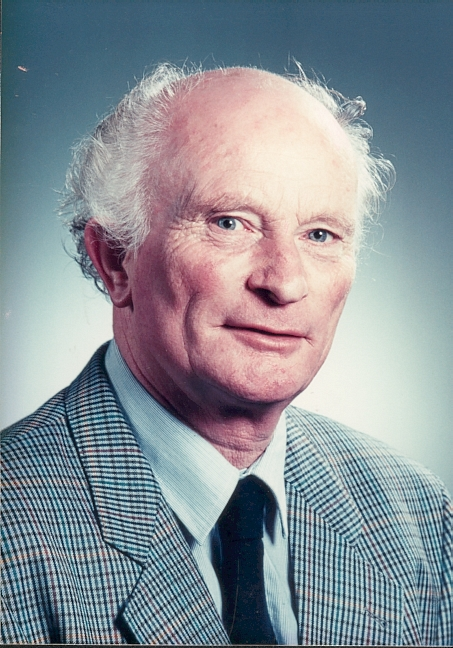
Rolf van Ulzen (portret foto, ca. 1988)

- Stanisław Marcin Ulam (1909-1984), Pools-Amerikaans wiskundige
- I. Ulászló, pseudoniem van Wladislaus I van Varna (1424-1444), koning van Polen (1434-1444) en van Hongarije (1440-1444)
- Ulay, pseudoniem van Frank Uwe Laysiepen (1943), Duits beeldend kunstenaar
- Daniela Ulbing (1998), Oostenrijks snowboardster
- Walter Ulbricht (1893-1973), Oost-Duits politicus
- Jef Ulburghs (1922-2010), Vlaams priester en politicus
- Bernard Van Ulden (1979), Amerikaans wielrenner
- Andries Ulderink (1969), Nederlands voetbaltrainer
- Uldin (ca. 370-412), vorst van de Hunnen
- Ludmila Ulehla (1923-209), Amerikaans componiste, muziekpedagoge en pianiste
- Paul Ulenbelt (1952-2025), Nederlands politicus
- GodeLiva Uleners, bekend als Liva Willems (1933-2002), Vlaams psychotherapeute en schrijfster
- Baptiste Ulens (1987), Belgisch voetballer
- Jean-Henri Ulens (1816-1894), Belgisch politicus
- Miranda Ulens (1969), Belgisch syndicaliste en vakbondsbestuurster
- Guillaume (Willy) Ulens (1909-1970), Belgisch voetballer
- Corfitz Ulfeldt (1606-1664), Deens staatsman
- Leonora Christina Ulfeldt (1621-1698), Deens prinses
- Siebold Ulfers (1852-1930), Nederlands schrijver en predikant
- Lubert Ulger, Staats militair en magistraat
- Ivo Ulich (1974), Tsjechisch voetballer
- Yohann Thuram-Ulien (1988), Frans voetballer
- Bohdan Ulihrach (1975), Tsjechisch tennisspeler
- Jan Ulijn (1944), Nederlands hoogleraar
- Papua Ulisese, Tuvaluaans voetballer
- Diego Ulissi (1989), Italiaans wielrenner
- Cedric D'Ulivo (1989), Frans voetballer
- Michail Aleksandrovitsj Uljanov (1927-2007), Russisch acteur
- Frithjof Ulleberg (1911-1993), Noors voetballer
- François-Gaspard Ullens (1788-1853), Belgisch politicus
- Charles Marie Joseph Aloïs Ullens de Schooten (1854-1908), Belgisch advocaat en politicus
- Guy Ullens de Schooten Whettnall (1935-2025), Belgisch ondernemer
- Pal-Anders Ullevalseter (1968), Noors motorcrosser
- Maria Ullfah Santoso (1911-1988), Indonesische activiste voor vrouwenrechten en onafhankelijkheid en politicus
- Gaspard Ulliel (1984-2022), Frans filmacteur
- David (Dave) Ulliott (1954), Engels crimineel, gokker en pokerspeler
- Micha Ullman (1939), Israëlisch kunstenaar
- Raviv Ullman (1986), Israëlisch-Amerikaans acteur
- Torsten Ullman (1908-1993), Zweeds schutter
- Tracey Ullman (1959), Brits actrice, comédienne en zangeres
- Linn Ullmann, pseudoniem van Karin Beate Ullmann (1966), Noors auteur en journalist
- Liv Johanne Ullmann (1938), Noors film- en toneelactrice, filmregisseur en schrijfster
- Stephen Ullmann (1914-1976), Brits-Hongaars taalwetenschapper
- Viktor Ullmann (1898-1944), Tsjechisch dirigent en componist
- Alonso de Fonseca y Ulloa (1418-1473), Spaans bisschop
- Alonso de Fonseca y Ulloa (1476-1534), bisschop van Santiago de Compostella (1507-1523) en aartsbisschop van Toledo (1523-1534)
- Carmen Ulloa Ulloa (1963), Amerikaans-Ecuadoraans botanica
- Artur Ullrich (1957), (Oost-)Duits voetballer
- Frank Ullrich (1958), Duits biatleet en biatloncoach
- Jan Ullrich (1973), Duits wielrenner
- Stig Kjell Olof (Ola) Ullsten (1931), Zweeds politicus en premier (1978-1979)
- Kevin Ullyett (1972), Zimbabwaans tennisspeler
- Douglas Elton Ulman, bekend als Douglas Fairbanks Sr. (1883-1939), Amerikaans acteur, filmproducent en scenarioschrijver
- Guntis Ulmanis (1939), Lets politicus, president van Letland (1993-1999)
- Kārlis Ulmanis (1877-1942), Lets landbouwkundige, president van Letland (1936-1940) en publicist
- Toni Ulmen (1906-1976), Duits autocoureur
- Andreas Ulmer (1985), Oostenrijks voetballer
- Edgar Georg Ulmer (1904-1972), Amerikaans decorontwerper, filmregisseur en scenarioschrijver
- Sarah Ulmer (1976), Nieuw-Zeelands wielrenster
- Torsten Ulmer (1970), Duits botanicus
- Ulpia Severina (3e eeuw), echtgenote van Aurelianus
- Domitius Ulpianus (ca. 170-223), Romeins jurist
- Marcus Ulpius Traianus (ca. 30-ca. 100), Romeins politicus
- Marcus Ulpius Traianus (53-117), Romeins keizer (98-117)
- Sven Ulreich (1988), Duits voetballer
- Manfred Ulric (ca. 980-ca. 1034), Italiaans markgraaf van Turijn
- Christian Ulrich (1836-1909), Oostenrijks-Hongaars architect
- Damian Ulrich (1983), Zwitsers golfspeler
- Friedrich-Wilhelm Ulrich (1953), Oost-Duits roeier
- Johann Heinrich Ulrich (1665-1730), Zwitsers dominee en theoloog
- John Ulrich (1922), Amerikaans componist, muziekpedagoog, pianist, vibrafonist en trompettist
- Karel Peter Ulrich, bekend als Peter III van Rusland (1728-1762), hertog van Holstein-Gottorp en tsaar van Rusland (1762)
- Lars Ulrich (1963), Deens drummer
- Laurent Bernard Marie Ulrich (1951), Frans aartsbisschop
- Skeet Ulrich, pseudoniem van Bryan Ray Trout (1970), Amerikaans acteur
- Tracy Richard Irving Ulrich, bekend als Tracii Guns (1966), Amerikaans gitarist
- Ulrich van Augsburg (890-973), Duits bisschop en heilige
- Ulrich van Hoensbroeck (1561-1631), Nederlands heer van Hoensbroeck (1584-1631) en heer van Slot Haag (1613-1618)
- Ulrich van Mecklenburg-Güstrow (1527-1603), Hertog van Mecklenburg-Güstrow (1555-1603)
- Ulrich van Pommeren (1589-1622), Hertog van Pommeren en administrator van Kammin
- Ulrich van Württemberg (na 1340-1388), Graaf van Württemberg (1366-1388)
- Ulrich van Württemberg (1487-1550), Hertog van Württemberg (1498-1550), Graaf van Mömpelgard (1503-1519)
- Ulrich von Hutten (1488-1523), Duits edelman
- Ulrich von Liechtenstein (1200-1278), Beiers ridder en minnezanger
- Ulrich I van Oost-Friesland (1408-1466), Graaf van Oost-Friesland (1441-1466)
- Ulrich I van Württemberg (1226-1265), Graaf van Württemberg (ca. 1241-1265)
- Ulrich II van Oost-Friesland (1605-1648), Graaf van Oost-Friesland (1628-1648)
- Ulrich II van Württemberg (1254-1279), Graaf van Württemberg (1265-1279)
- Ulrich III van Karinthië (1220-1269), Hertog van Karinthië (1256-1269)
- Ulrich III van Mecklenburg-Güstrow (1527-1603), Hertog van Mecklenburg-Güstrow (1555-1603)
- Ulrich III van Württemberg (na 1286-1344), Graaf van Württemberg (1325-1344)
- Ulrich IV van Württemberg (na 1315-1366), Graaf van Württemberg (1344-1362)
- Ulrich V van Württemberg (1412-1488), Graaf van Württemberg (1419-1426, 1433-1442) en Graaf van Württemberg-Stuttgart (1442-1480)
- Karl Heinrich Ulrichs (1825-1895), Duits rechtsgeleerde, schrijver en homorechtenactivist
- Timm Ulrichs (1940), Duits beeldhouwer en conceptueel kunstenaar
- Johan Heinrich Christoffel (Henk) Ulrici (1921-2005), Nederlands militair, verzetsstrijder en geridderde
- Ulrick III van Werst (1445-na 1504), heer van Werst, Gerdingen en Nieuwstadt
- Ulrick IV van Werst (†1538), heer van Werst, Gerdingen en Nieuwstadt
- Ulrika Eleonora van Denemarken (1656-1693), koningin-gemalin van Zweden (1680-1693)
- Ulrike Louise van Solms-Braunfels (1731-1792), Gravin van Solms-Braunfels en regentes van Landgraafschap Hessen-Homburg (1751-1756)
- Ulrike Eleonora van Zweden (1688-1741), koningin van Zweden (1718-1720)
- Hendrik (Henk) van Ulsen (1927-2009), Nederlands acteur
- Emil André Ulsletten (1993), Noors snowboarder
- Thomas Ulsrud (1971-2022), Noors curlingspeler
- Mike Ultee (1992), Nedetlands para-atleet/-snowboarder
- Uluç Ali Pasja, geboren als Giovanni Dionigi (16e eeuw), islamitisch admiraal in het Ottomaanse leger en Pasja van Italiaanse komaf
- Mohammed Taragai Ulug Bey (1407-1449), Perzisch astronoom, wiskundige en heerser
- Björn Ulvaeus (1945), Zweeds muzikant en componist
- Fredrik Ulvestad (1992), Noors voetballer
- Ulvhild Haakansdotter (†1148), koningin-gemalin van Zweden (1117-1122, 1134-1148) en koningin-gemalin van Denemarken (1130-1134)
- Jan Bernard van Ulzen (1891-1962), Nederlands uitgever
- Rolf van Ulzen (1925-1994), Nederlands uitgever

## Um

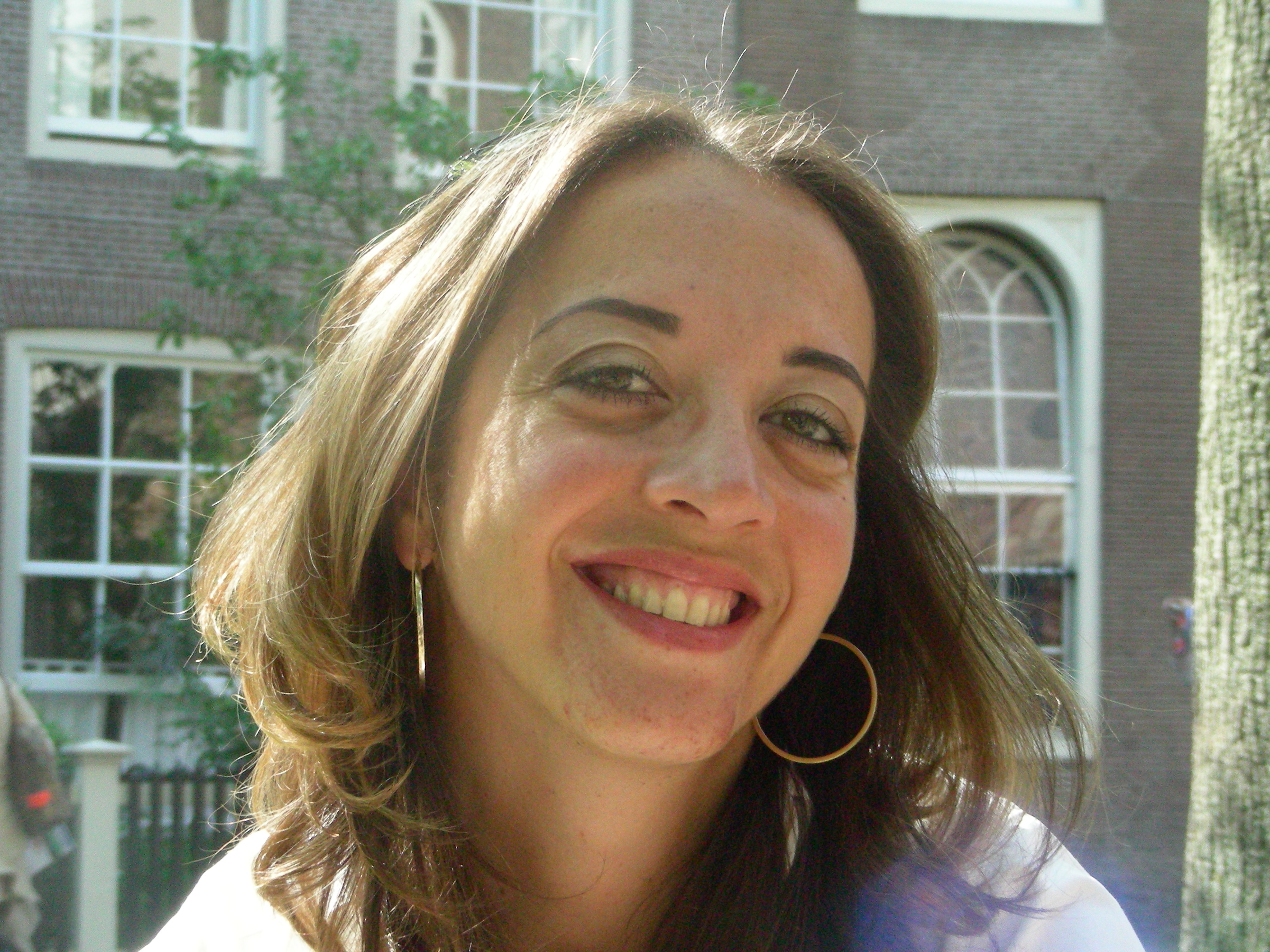
Ebru Umar

- Fujiwara no Umakai (694-737), Japans generaal, politicus en dichter
- Tecún Umán (1500-1524), heerser van de K'iche' Maya
- Michael Umaña Corrales (1982), Costa Ricaans voetballer
- Michail Umanski, Duits voor Michail Oemanski (1952-2010), Russisch schaker
- Abu Bakr ibn Umar (†1087), emir uit de Almoraviden-dynastie (1059-1087)
- Ebru Umar (1970), Nederlands columniste van Turkse komaf
- Aboe Sufyan Sahr ibn Harb ibn Umayya (561-652), metgezel en oude tegenstander van Mohammed
- Hind bint Abi Umayya (587-680), echtgenote van Mohammed
- Otto Maximiliaan Umbehr, bekend als Umbo (1902-1980), Duits fotograaf en fotojournalist
- Andy Umberger, Amerikaans acteur
- Umberto I van Italië (1844-1900), koning van Italië (1878-1900)
- Umberto II van Italië (1904-1983), koning van Italië (1946)
- Arthur Umbgrove (1964), Nederlands cabaretier
- Jan Nicolaas Martinus Umbgrove (1795-1822), Nederlands militair en geridderde
- Johannes Herman Frederik (Jan) Umbgrove (1899-1954), Nederlands geoloog en aardwetenschapper
- Umbo, pseudoniem van Otto Maximiliaan Umbehr (1902-1980), Duits fotograaf en fotojournalist
- Răzvan Umbrărescu (1993), Roemeens autocoureur
- Umbrella Man, pseudoniem van Louie Steven Witt, getuige van de moord op John F. Kennedy
- Abundius van Umbrië (†303), christelijk diaken en martelaar uit Umbrië
- Ryuji Umeda (1968), Japans carambolebiljarter
- Takashi Umeda (1976), Japans voetbalspeler
- Daigo Umehara (1981), Japans videospelspeler
- Kurao Umeki (1975), Japans langeafstandsloper
- Miyoshi Umeki (1929-2007), Japans nachtclubzangeres en actrice
- Tsuda Umeko (1864-1929), Japans activiste en feministe
- Tsukasa Umesaki (1987), Japans voetballer
- Mito Umeta (1863-1975), Japans supereeuwelinge
- Shōkichi Umeya (1868-1934), Japans filmpromotor en filmproducent
- Osamu Umeyama (1973), Japans voetbalspeler
- Takashi Umezawa (1972), Japans voetbalspeler
- Bo Ummels (1993), Nederlands atlete
- Marcus Ummidius Quadratus Annianus (138-182), Romeins politicus
- Florence Ekpo-Umoh (1977), Duits sprintster van Nigeriaanse komaf
- Stuart Umpleby (1944), Amerikaans cyberneticus, professor en onderzoeksdirecteur
- Samuel Umtiti (1993), Frans voetbalspeler

## Un

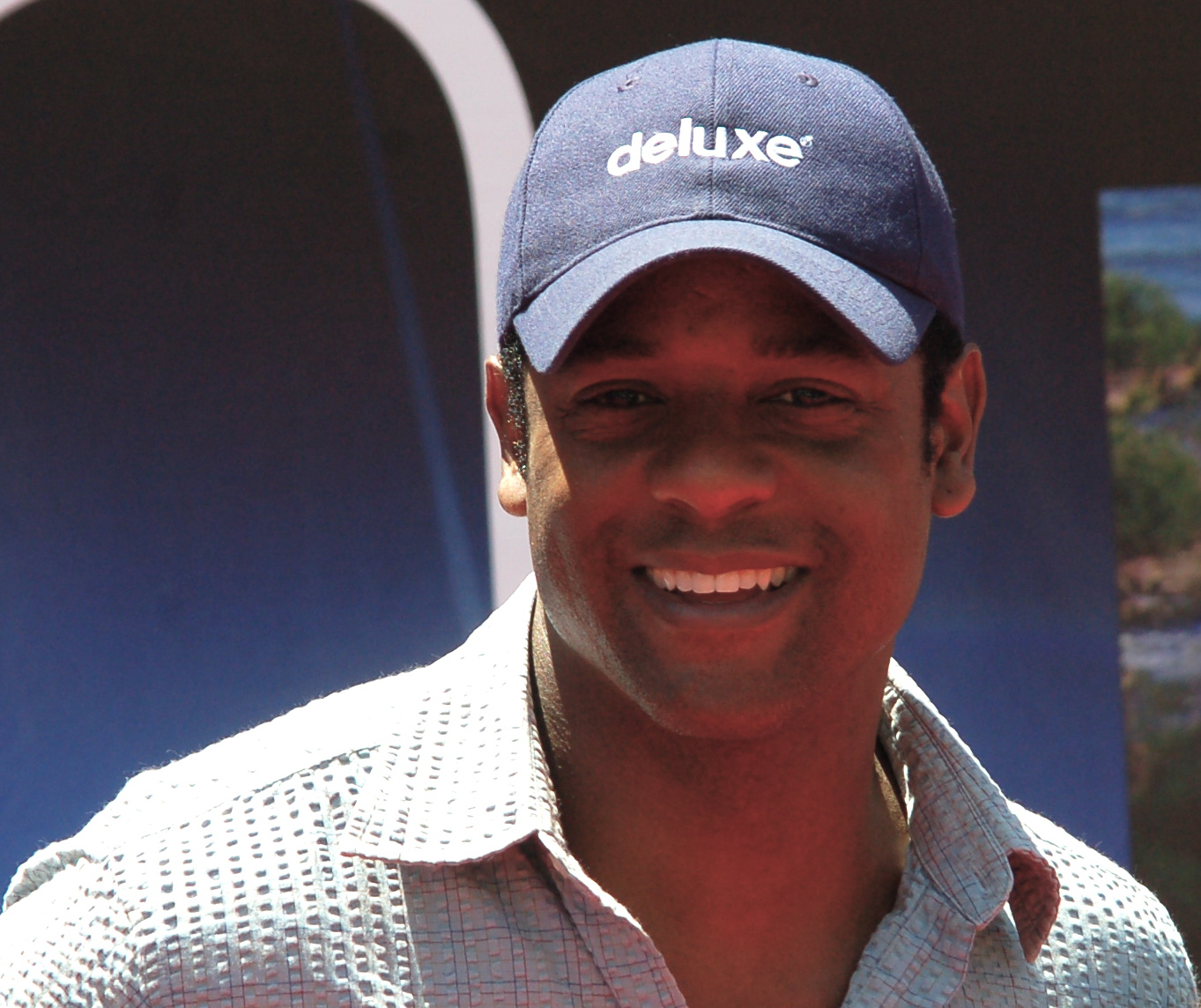
Blair E. Underwood

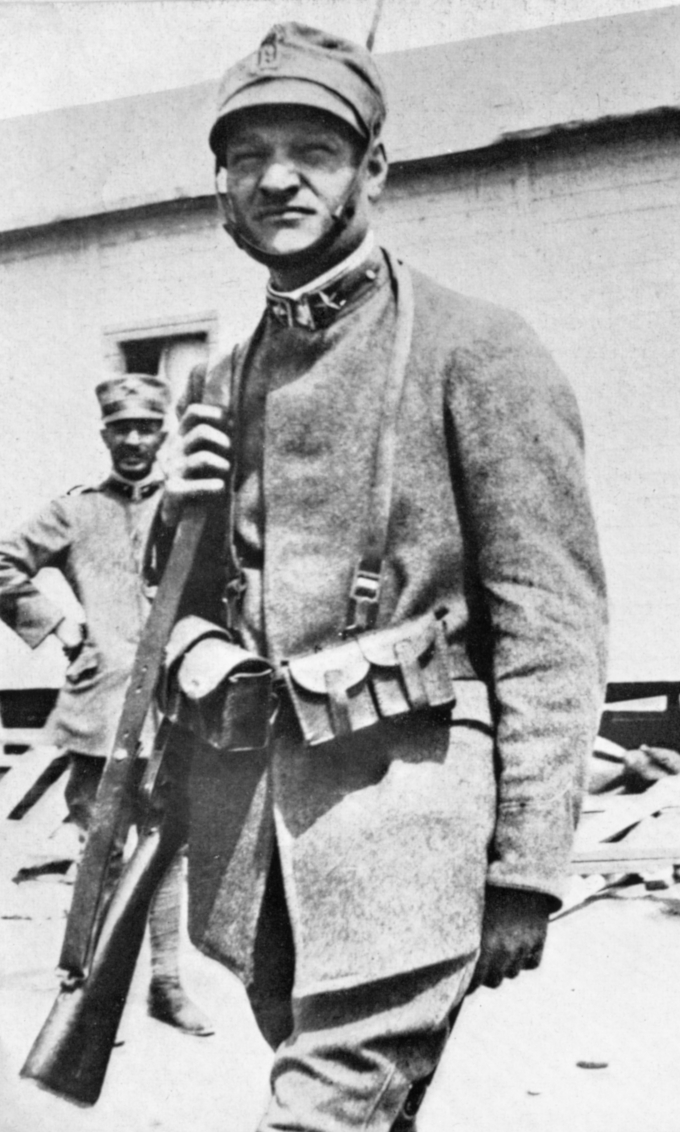
Giuseppe Ungaretti

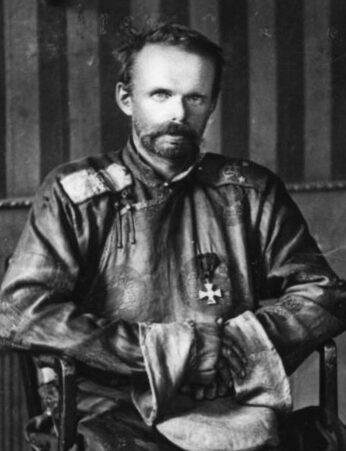
Roman von Ungern-Sternberg

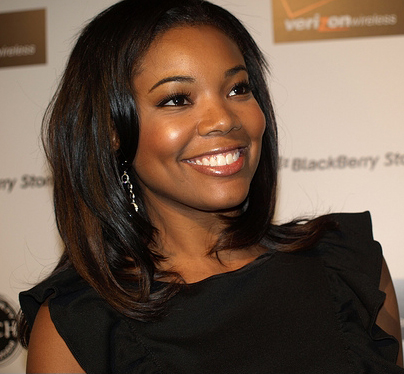
Gabrielle Monique Union (2009)

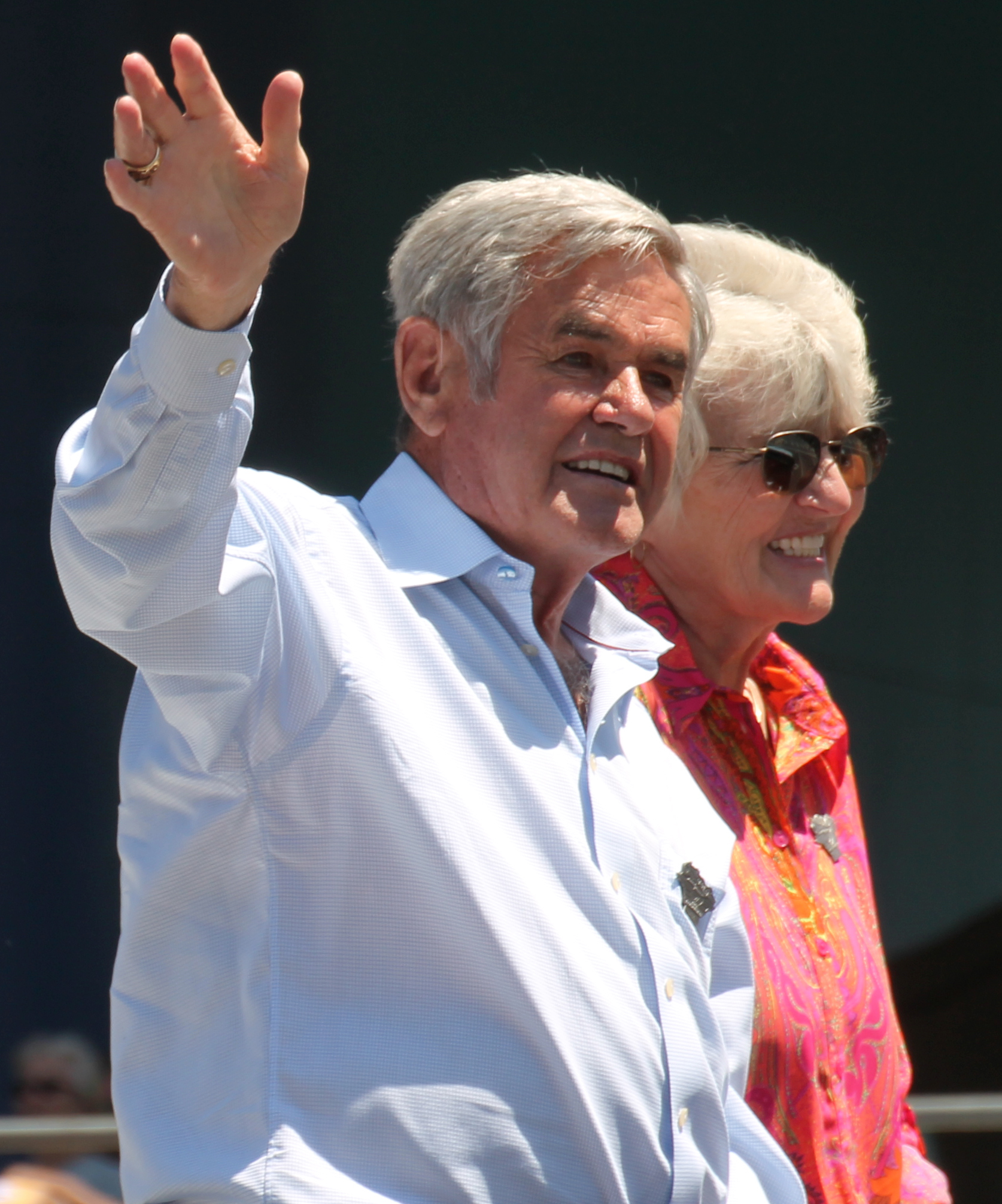
Al Unser Sr

- Unabomber, pseudoniem van Theodore John (Ted) Kaczynski (1942-2023), Amerikaans wiskundige, maatschappijcriticus en terrorist
- Cem Unal (1996), Belgisch voetballer
- Daniel Ünal (1990), Zwitsers voetballer van Aramese komaf
- Enes Ünal (1997), Turks voetbalspeler
- Gökhan Ünal (1982), Turks voetballer
- Miguel de Unamuno y Jugo (1864-1936), Spaans (Baskisch) schrijver, dichter, toneelschrijver, filosoof, polemist en essayist
- Franco Uncini (1955), Italiaans motorcoureur
- Per Carl Gustav Unckel (1948-2011), Zweeds politicus
- Uncle Elmer, pseudoniem van Stan Frazier (1937-1992), Amerikaans worstelaar
- Uncle Fester, pseudoniem van Steve Preisler, Amerikaans auteur, bioloog en chemicus
- Uncle Sam, pseudoniem van Sam Turner, Amerikaans rhythm-and-blueszanger
- Marie Under (1883-1980), Ests dichteres
- 'The Undertaker, pseudoniem van Mark William Calaway (1965), Amerikaans worstelaar en kampioen
- Blair E. Underwood (1964), Amerikaans acteur
- Brittany Underwood (1988), Amerikaans actrice en zangeres
- Carrie Marie Underwood (1983), Amerikaans zangeres
- Gilbert Stanley Underwood (1890-1960), Amerikaans architect
- Matthew Underwood (1990), Amerikaans acteur
- Sara Jean Underwood (1984), Amerikaans model en actrice
- Alberto Undiano Mallenco (1973), Spaans voetbalscheidsrechter
- Sigrid Undset (1882-1949), Noors romanschrijfster en Nobelprijswinnaar
- Peter Uneken (1972), Nederlands voetballer
- Daniel Uneputty, bekend als Unu (1954), Zuid-Moluks-Nederlands president van Hells Angels Holland (2004-)
- Unexist, pseudoniem van Francesco Lapicca, Italiaans hardcore-diskjockey en -producer
- Loung Ung (1970), Amerikaans mensenrechtenactiviste, internationaal spreker en vertegenwoordiger voor de Campagne voor een Landmijn-vrije wereld
- Stu Ungar (1953-1998), Amerikaans pokerspeler
- Giuseppe Ungaretti (1888-1970), Italiaans dichter
- Balt Hendrik Adolf (Dolf) Unger (1869-1945), Nederlands kunsthandelaar
- Daniel Unger (1978), Duits triatleet
- Deborah Kara Unger (1966), Canadees actrice
- Gerard Unger (1942-2018), Nederlands grafisch ontwerper en letterontwerper
- Marianne (Marjan) Unger-de Boer (1946), Nederlands kunsthistorica en schrijfster
- Tobias Benjamin Unger (1979), Duits atleet
- Werner Ungerer (1927), Duits diplomaat en hoger ambtenaar
- Ralph Ungermann (1942-2015), Amerikaans computerpionier en ondernemer
- Roman von Ungern-Sternberg (ca. 1885-1921), Russisch officier
- Uğur Ümit Üngör (1980), Nederlands socioloog en historicus
- Adrian Ungur (1985), Roemeens tennisspeler
- Ioan Unguraș, Roemeens burgemeester
- Mihai Răzvan Ungureanu (1968), Roemeens historicus en politicus
- Chika Unigwe (1974), Nigeriaans-Belgisch schrijfster
- Herco Uniken Venema (1957), Nederlands rechter
- Gabrielle Monique Union (1972), Amerikaans actrice, zangeres en fotomodel
- U-Niq, pseudoniem van Anthony Pengel (1976), Nederlands rapper
- Unislav (758-833), hertog van Bohemen (mythisch)
- Universal Novelist Illustrating Quality, pseudoniem van Anthony Pengel (1976), Nederlands rapper
- Lee Edward Unkrich (1967), Amerikaans filmregisseur en -editor
- Buse Unlu (1981), Nederlands zangeres van Turkse komaf
- Volkan Ünlü (1983), Duits-Turks voetballer
- Lars Unnerstall (1990), Duits voetballer
- Shoma Uno (1997), Japans kunstschaatser
- Unorthadox, pseudoniem van Robert Coenen (1981), Nederlands rapper
- Yuji Unozawa (1983), Japans voetbalspeler
- Carl Ludwig Unrath (1828-1908), Duits componist, dirigent en klarinettist
- Howard Unruh (1921-2009), Amerikaans oorlogsveteraan en massamoordenaar
- Unruoch II van Ternois (ca. 780-voor 853), Frankisch edelman
- Unruoch III van Friuli (ca. 840-874), markgraaf van het hertogdom Friuli (863-874)
- Hakan Ünsal (1973), Turks voetballer
- Al Unser Jr. (1962), Amerikaans autocoureur
- Al Unser Sr. (1939-2021), Amerikaans autocoureur
- Jerry Unser (1932-1959), Amerikaans autocoureur
- Robby Unser (1968), Amerikaans autocoureur
- Robert William (Bobby) Unser (1934), Amerikaans autocoureur
- Anton Unterkofler (1983), Oostenrijks snowboarder
- Yolande Elsa Maria Unternährer, bekend als Yolande Beekman (1911-1944), Nederlands verzetsstrijdster van Zwitserse komaf
- Johann (Jack) Unterweger (1950-1994), Oostenrijks seriemoordenaar
- Jean Marie Untinen, bekend als Jean Marie Auel (1936), Amerikaans schrijfster
- Johann Nicolaus de la Fontaine und d'Harnoncourt-Unverzagt, bekend als Nikolaus Harnoncourt (1929), Oostenrijks dirigent
- Jon Unzaga Bombín (1962), Spaans wielrenner
- Wolfgang Unzicker (1925-2006), Duits schaker
- Juan Carlos Unzué Labiana (1967), Spaans voetballer en voetbalcoach

## Uo
- Fujiwara no Uona (721-782), Japans sadaijin

## Up
- Ari Up, pseudoniem van Ariane Daniele Foster (1962-2010), Duits-Engels zangeres en oprichter van de punkband The Slits
- Shailendra Kumar Upadhyaya (1929-2011), Nepalees politicus en bergbeklimmer
- Upatissa, bekend als Sariputta, discipel van de Boeddha (Tripitaka)
- John Hoyer Updike (1932-2009), Amerikaans schrijver
- Charles Hazlitt Upham (1908-1994), Nieuw-Zeelands militair
- Nicole Uphoff (1967), Duits amazone
- Manon Uphoff (1962), Nederlands schrijfster
- Uponyuvarat I, koning van Lan Xang (1621-1622)
- Uponyuvarat II, pseudoniem van omdetch Brhat Chao Dharmakama Raja Sri Sadhana Kanayudha (†1637), koning van Lan Xang (1633-1637)
- Oskar Üpraus (1898-1968), Ests voetballer
- Dawn Upshaw (1960), Amerikaans sopraan
- Grace Upshaw (1975), Amerikaans atlete
- Matthew Upson (1979), Engels voetballer
- Brad Upton (1952), Amerikaans jazztrompettist en componist
- Francis Robbins Upton (1852-1921), Amerikaans natuur- en wiskundige
- Jason Upton (1973), Amerikaans zanger-tekstschrijver, musicus en componist
- Katherine Elizabeth (Kate) Upton (1992), Amerikaans model
- Steve Upton (1946), Brits drummer

## Uq
- Abu'l Hasan Ahmad ibn Ibrahim Al-Uqlidisi (10e eeuw), Arabisch wiskundige
- Manuel Antonio Uquillas Silva (1968), Ecuadoraans voetballer

## Ur

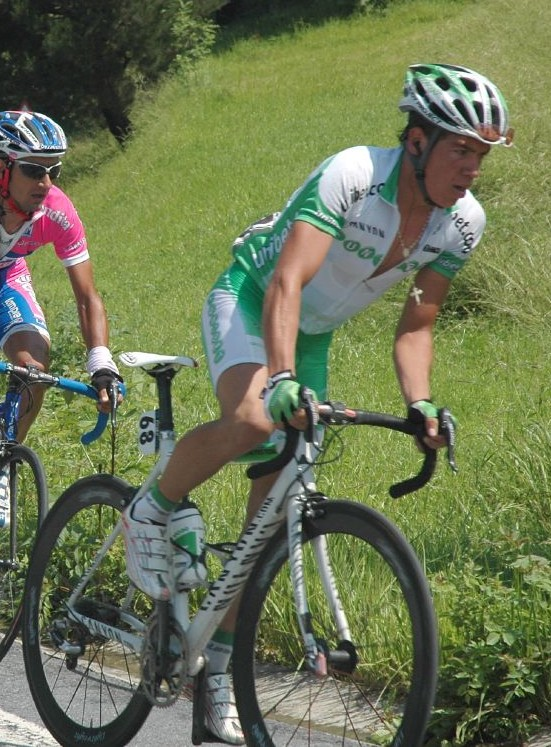
Rigoberto Urán Urán (2007)

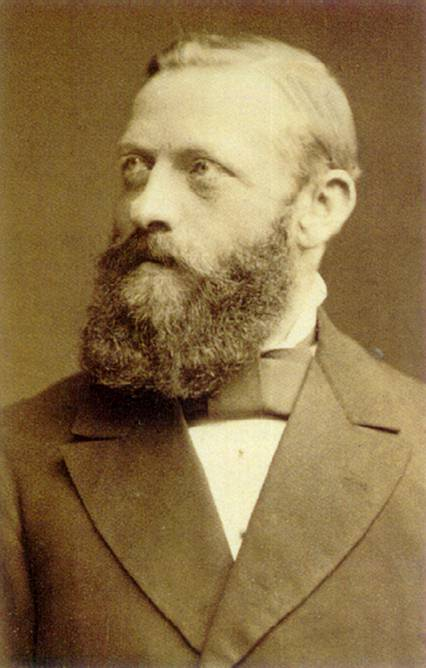
Ignatz Urban (1881)

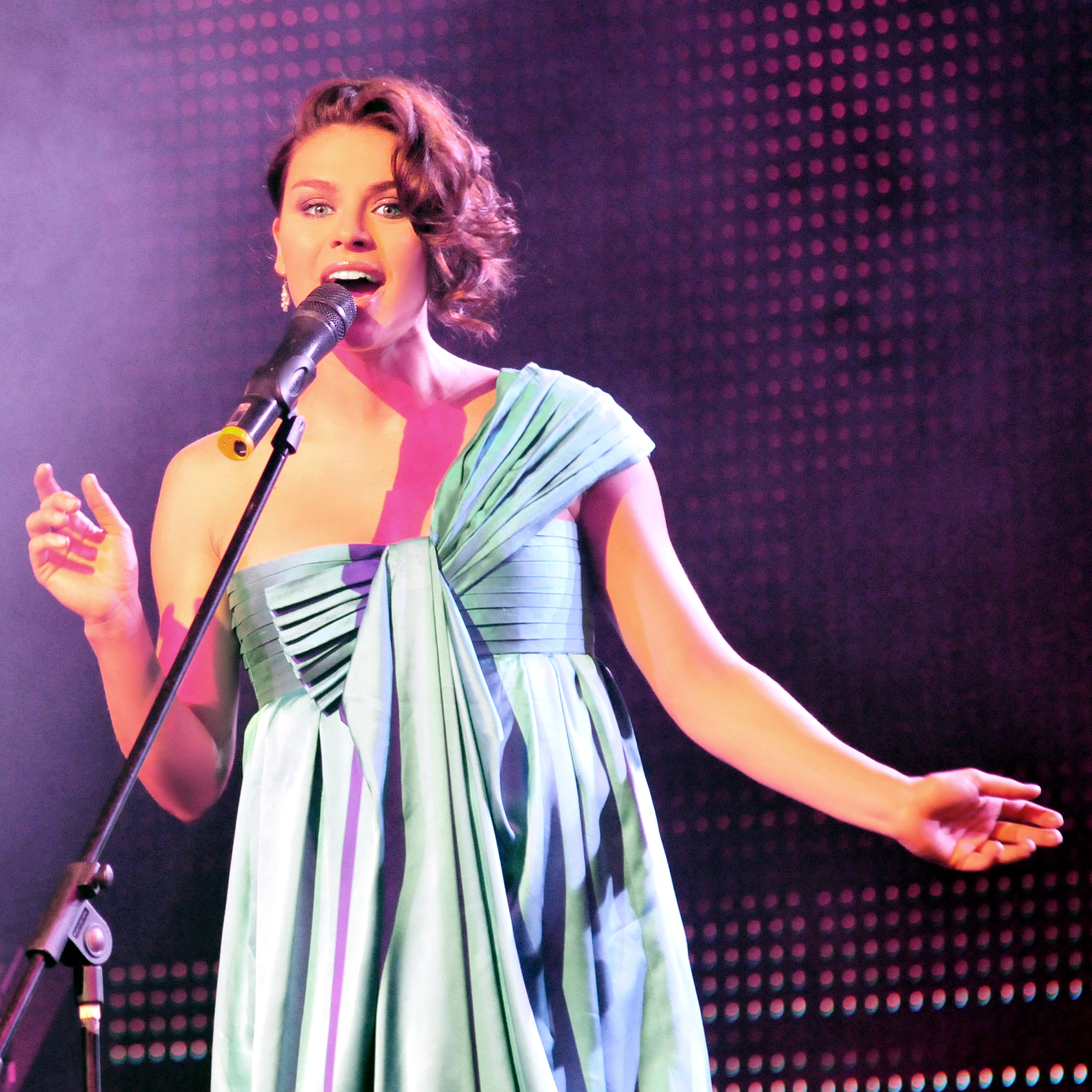
Natasza Urbanska (2008)

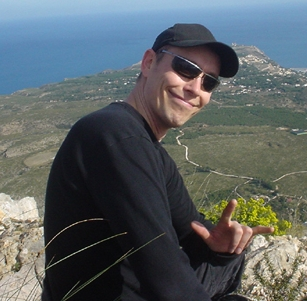
Farin Urlaub (2003)

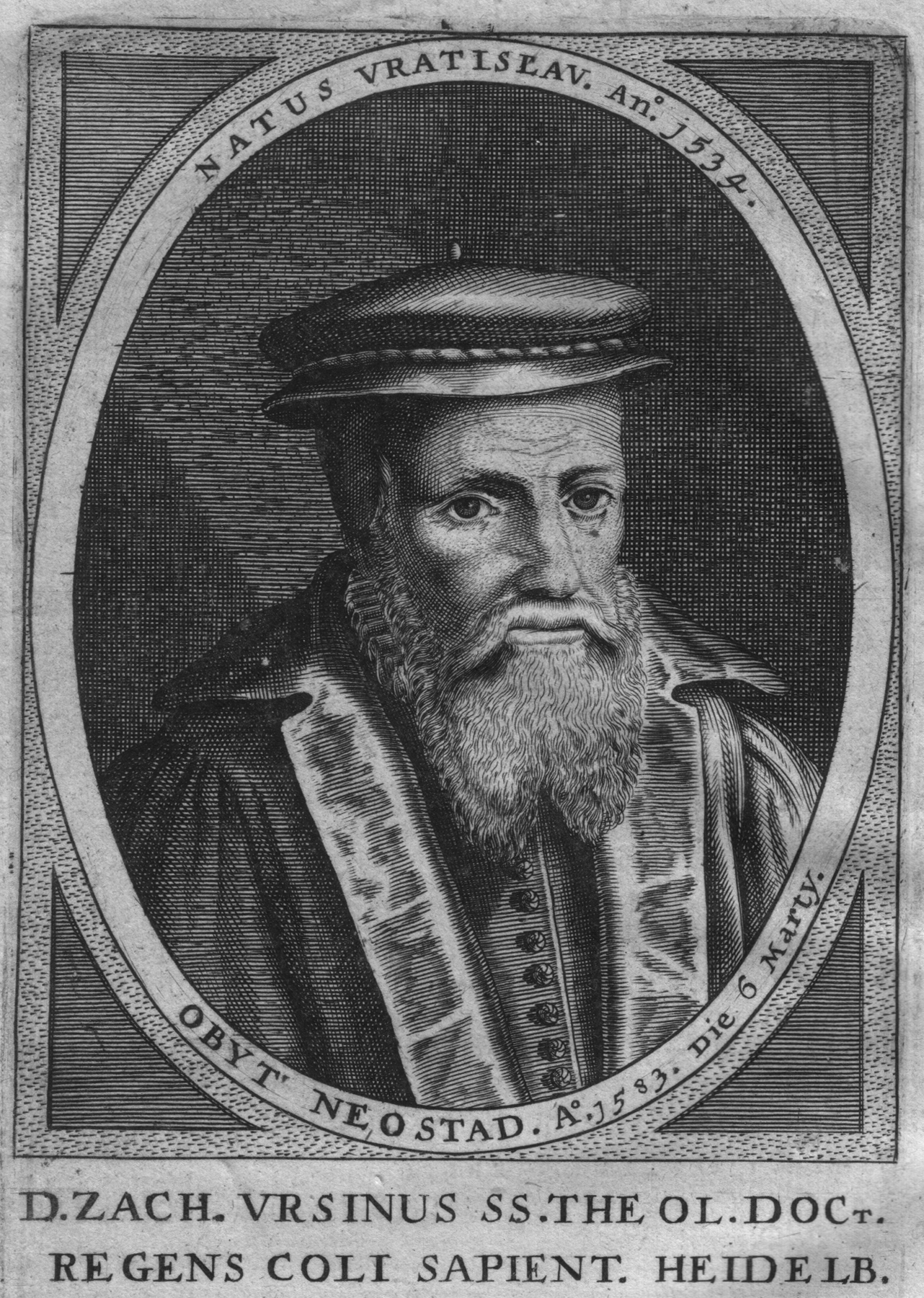
Zacharias Ursinus

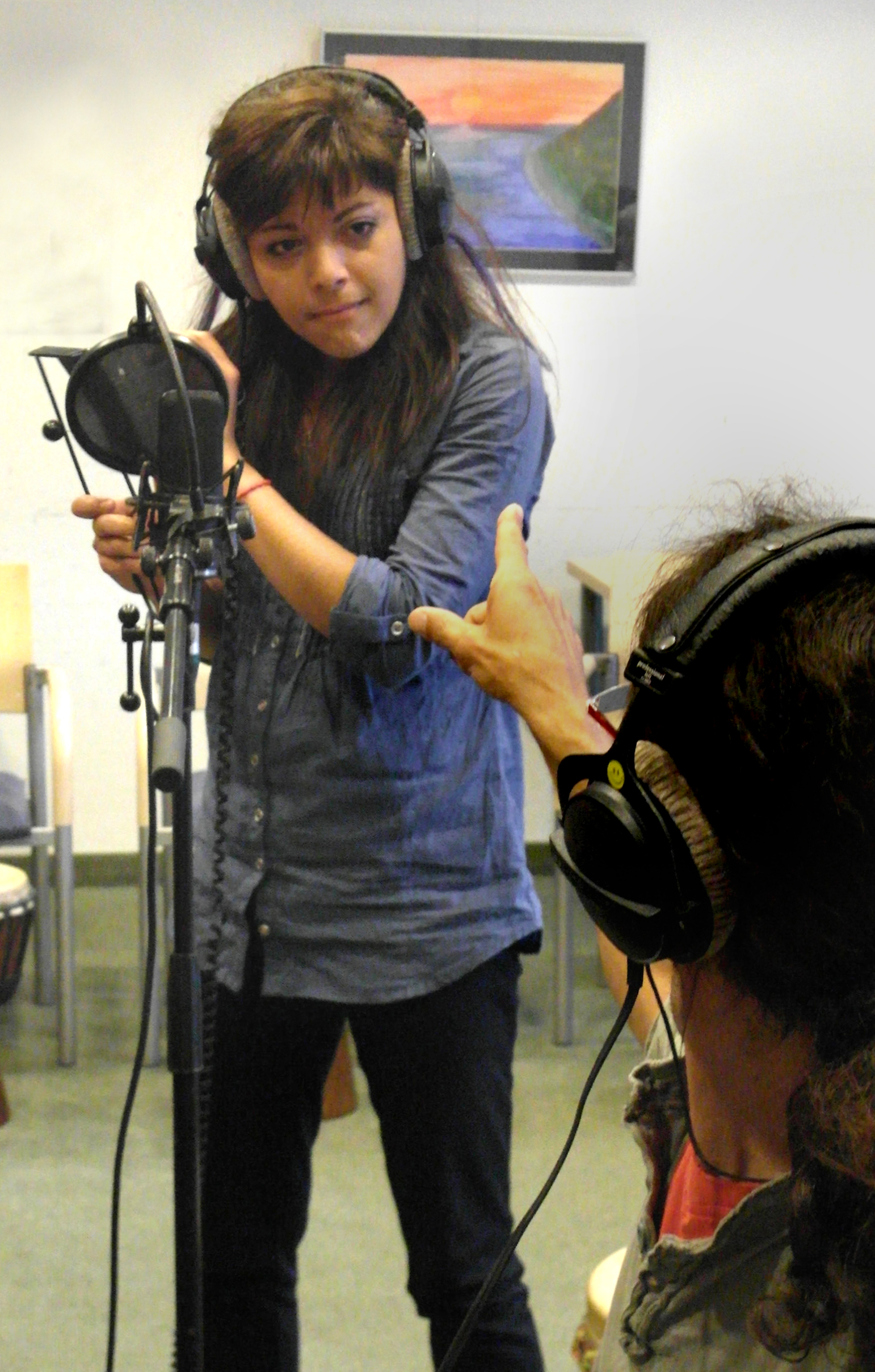
Mihaela Ursuleasa (2011)

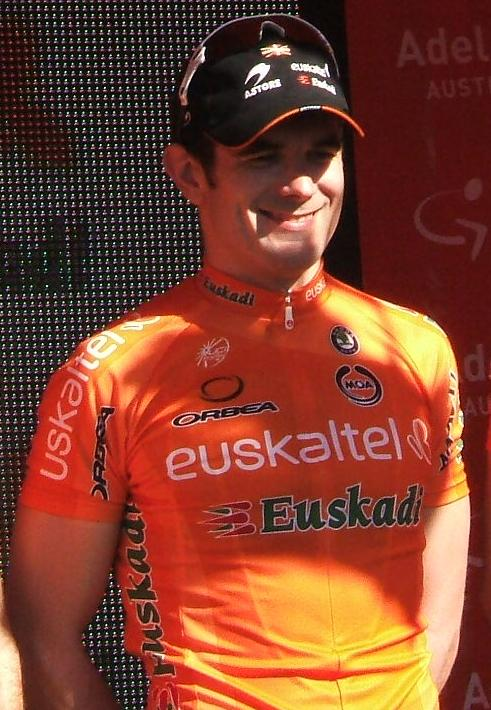
Pablo Urtasun Pérez

- Amar-Sin van Ur, koning van Sumer, koning van Akkad (2046-2038 v.Chr.)
- Shulgi van Ur (21e eeuw v.Chr.), koning van Sumer en Akkad (2094-2047 v.Chr.)
- Ur-Nammu van Ur (2112-2090 v.Chr.), ensi van Ur
- Taro Urabe (1977), Japans voetbalspeler
- Ahmed Urabi (1841-1911), Egyptisch militair
- Frederik Willem Alexander Ferdinand van Urach, bekend als Willem I van Urach (1810-1869), hertog van Urach (1857-1869) en graaf van Württemberg
- Karel Gero Albert Jozef Willem Anton Maria van Urach (1899-1981), hoofd van de hertogelijke familie Urach
- Lodewijk I van Württemberg-Urach (1412-1450), Graaf van Württemberg (1419-1442), van Mömpelgard (1419-1450) en van Württemberg-Urach (1442-1450)
- Lodewijk II van Württemberg-Urach (1439-1457), Graaf van Württemberg-Urach en van Mömpelgard (1450-1457)
- Takeshi Urakami (1969), Japans voetbalspeler
- Kentaro Uramoto (1982), Japans voetbalspeler
- Naomichi Uramoto (1994), Japans motorcoureur
- Rigoberto Urán Urán (1987), Colombiaans wielrenner
- Iban Iriondo Uranga (1984), Spaans wielrenner
- Mikel Zarrabeitia Uranga (1970), Spaans wielrenner
- Lucius Iulius Aurelius Sulpicius Severus Uranius Antoninus (3e eeuw), Romeins usurpator
- Ali Uras (1923-2012), Turks basketbalspeler en sportbestuurder
- Naoki Urasawa (1960), Japans mangaka
- Olga Urashova (1980), Russisch fotomodel
- Kenjiro Urata (1941), Japans componist en muziekpedagoog
- Naoki Urata (1974), Japans voetbalspeler
- Ernst Ludwig Uray (1906-1988), Oostenrijks componist en muziekpedagoog
- Géza Uray (1921-1991), Hongaars tibetoloog
- Didar Urazov (1977), Turkmeens voetballer
- Ernst Urbach (1872-1927), Duits componist en dwarsfluitist
- Georges Urbain (1872-1938), Frans scheikundige
- Robert Urbain (1930-2018), Belgisch politicus, burgemeester en minister
- Yves Joseph Julien Henri Arille Urbain (1914-1971), Belgisch politicus en minister
- Adolf Urban (1914-1943), Duits voetballer
- Edit Urbán (1961), Hongaars tafeltennisspeelster
- Flórián Urbán (1968), Hongaars voetballer
- Ignatz Urban (1848-1931), Duits botanicus
- Jan Urban (1962), Pools voetballer en voetbalcoach
- Karl Urban (1972), Nieuw-Zeelands acteur
- Keith Lionel Urban (1967), Nieuw-Zeelands singer-songwriter en countryzanger
- Paul Urban (1901-1937), Duits grafisch ontwerper
- Aleksandra Urbańczyk (1987), Pools zwemster
- Rudolf Urbanec (1907-1976), Tsjechisch componist, muziekpedagoog en dirigent
- Carlo Urbani (1956-2003), Italiaans arts
- Giovanni Urbani (1900-1969), Italiaans geestelijke en kardinaal
- Giuliano Urbani (1937), Italiaans afgevaardigde en minister
- João Urbano (1985), Portugees autocoureur
- Manuel Urbano, bekend als Manuel Conde (1915-1985), Filipijns acteur, regisseur, scenarioschrijver en producent
- Sergio Urbano López (1986), Spaans voetballer
- Christopher (Chris) Urbanowicz (1981), Brits gitarist
- Natasza Urbańska (1977), Pools actrice en zangeres
- Charles Pierre Urbanus jr. (1955), Nederlands honkballer en sportcommentator
- Charles Pierre Urbanus sr. (1914-1980), Nederlands honkballer
- Johannes Hendrikus (Han) Urbanus (1927-2021), Nederlands honkballer
- Urbanus, pseudoniem van Urbain Servranckx (1949), Vlaams komiek, zanger en acteur (Urbain Servranckx)
- Urbanus I (†230), paus (222-230)
- Urbanus II, geboren als Odon de Lagery (ca. 1040-1099), Frans bisschop en paus (1088-1099)
- Urbanus III, geboren als Umberto Crivelli (ca. 1120-1187), paus (1185-1187)
- Urbanus IV, geboren als Jacques Pantaléon (ca. 1195-1264), paus (1261-1264)
- Urbanus V, geboren als Guillaume de Grimoard (ca. 1310-1370), paus (1362-1370)
- Urbanus VI, geboren als Bartolomeo Prignano (ca. 1318-1389), paus (1378-1389)
- Urbanus VII, geboren als Giambattista Catagna (1521-1590), paus (1590)
- Urbanus VIII (1568-1644), Paus (1623-1644)
- Gregor Urbas (1982), Sloveens kunstschaatser
- Marcin Urbaś (1976), Pools sprinter
- Quintus Lollius Urbicus (2e eeuw), Gouverneur van Britannia
- Joaquin Larregla y Urbieta (1865-1945), Spaans componist en pianist
- Nicolás Redondo Urbieta (1927), Spaans syndicalist en politicus v
- José María Mariano Segundo Fernández de Urbina Viteri (1808-1891), Ecuadoraans militair en politicus
- Rafael Simón Urbina López (1897-1950), Venezolaans politiek leider en revolutionair
- Tomás Urbina Reyes (1877-1915), Mexicaans militair
- Raffaello da Urbino, pseudoniem van Raffaello Sanzio (1483-1520), Italiaans kunstschilder
- Mariano San Miguel Urcelay (1879-1935), Spaans componist en klarinettist
- Andrés de Urdaneta (1498-1568), Spaans broeder en ontdekkingsreiziger
- Iñaki Urdangarín Liebaert (1968), Spaans handballer, Hertog van Palma de Mallorca, Grande van Spanje en lid van het Spaanse koningshuis
- Héctor Santiago Tapia Urdile (1977), Chileens voetballer
- Kiro Urdin (1945), Macedonisch beeldend kunstenaar en filmregisseur
- Santos Urdinarán (1900-1979), Uruguayaans voetballer
- Midge Ure (1953), Brits rockmusicus
- Daniel Atienza Urendez (1974), Spaans wielrenner
- Eva Urevc (1995), Sloveens langlaufster
- Daniel Salamanca Urey (1869-1935), Boliviaans president (1931-1935)
- Harold Clayton Urey (1893-1981), Amerikaans scheikundige en Nobelprijswinnaar
- Claude d'Urfé (1501-1558), Frans edelman, diplomaat en militair
- Honoré d'Urfé (1568-1625), Frans markies van Valromey, graaf van Châteauneuf en romanschrijver
- Frank Urfer (1955), Zwitsers componist, muziekpedagoog, dirigent en trompettist
- Thomas D'Urfey (ca. 1653-1723), Brits dichter, componist en hofnar
- Armengol I van Urgell (974-1010), graaf van Urgell
- Felix van Urgell (voor 781-818), Spaans bisschop en theoloog
- Rob Urgert (1968), Nederlands cabaretier en televisiepresentator
- Plautia Urgulanilla (1e eeuw), Romeins vrouw van Claudius I
- Eelco Uri (1973), Nederlands waterpolospeler
- Jan Uri (1888-1979), Nederlands kunstschilder en graficus
- Alberto Uria (1924-1988), Uruguayaans autocoureur
- Uria, Persoon uit de Hebreeuwse Bijbel
- Enzo Francescoli Uriarte (1961), Uruguayaans voetballer
- Francisco Javier Tarantino Uriarte (1984), Spaans voetballer
- Francisco Xabier (Xabier) Azkargorta Uriarte (1953), Spaans voetbalspeler
- Óscar López Uriarte (1970), Spaans wielrenner
- Unai Uribarri Artabe (1984), Spaans wielrenner
- Álvaro Uribe Vélez (1952), Colombiaans politicus (o.a. president 2002-2010)
- Jayson Uribe (1999), Amerikaans motorcoureur
- Manuel Uribe Garza (1965-2014), Mexicaans zwaarste man ter wereld
- Robert Urich (1946-2002), Amerikaans televisieacteur
- Brendon Boyd Urie (1987), Amerikaans zanger
- Michael Urie (1980), Amerikaans acteur
- Valentín Uriona Lauciriga (1940-1967), Spaans wielrenner
- Leon Marcus Uris (1924-2003), Amerikaans schrijver
- Ivar van Urk (1967), Nederlands toneelregisseur, acteur en theatercomponist
- Klaas van Urk (1958), Nederlands schrijver en amateur-historicus
- Willemijn van Urk, pseudoniem van Willemijn de Munnik (1996), Nederlands zangeres
- Etienne Urka (1954), Surinaams misdadiger
- Beñat Etxebarria Urkiaga (1987), Spaans voetballer
- Iñaki Aiarzagüena Urkidi (1969), Spaans wielrenner
- Urko Raphaël Pardo Goas y Sevilla (1983), Belgisch-Spaans voetbalspeler
- Gorka Elustondo Urkola (1987), Spaans voetballer
- Farin Urlaub, pseudoniem van Jan Vetter (1963), Duits muzikant, zanger en gitarist
- Jan Urlings (1935-2022), Nederlands jurist
- Marcel Urlings (1950), Nederlands luitenant-generaal
- Willem Urlings (1950), Nederlands bestuurder en politicus
- Ur-Nammu van Ur (2112-2090 v.Chr.), ensi van Ur
- Ur-Nanshe (ca. 2494-2465 v.Chr.), ensi van Lagasj
- Jere Uronen (1994), Fins voetballer
- Uroš I, Župan van Raska (1118-1131) en grootžupan van Servië (1131-1140)
- Uroš II, Servisch grootžupan (ca. 1140-1161)
- Jorge Liberato Urosa Savino (1942-2021), Venezolaans geestelijke en kardinaal
- Pere Falqués i Urpí (1850-1916), Catalaans architect
- Salvador Sadurní Urpí (1941), Spaans voetballer
- Jutta Pauliina Urpilainen (1975), Fins politicus
- Brian Urquhart (1919-2021), Brits militair, onder-secretaris-generaal van de Verenigde Naties en auteur
- Feargus Urquhart (1970), Amerikaans ontwikkelaar van computerspellen
- Robert Elliott (Roy) Urquhart (1901-1981), Brits generaal
- Miguel María Lasa Urquía (1947), Spaans wielrenner
- Benny Urquidez (1952), Amerikaans kickbokser, vechtkunstchoreograaf en acteur
- Unai Albizua Urquijo (1989), Spaans voetbalspeler
- José María de Urquinaona y Vidot (1814-1883), Spaans bisschop
- Justo José de Urquiza y García (1801-1870), Argentijns generaal, politicus en, president (1854-1860)
- Urraca van Castilië (1126-1189), koningin-gemalin van Navarra (1144-1150)
- Urraca van Castilië en León (1082-1126), koningin van Castilië en León, koningin van Galicië, koningin-gemalin van Aragón en koningin-gemalin van Navarra (1109-1126)
- Urraca van Portugal (1151-1188), koningin van León (1165-1175)
- Gaspar Ángel Tortosa Urrea (1966), Spaans componist, dirigent, klarinettist en muziekpedagoog
- Antonio Urrea-Hernández (1888-1999), Spaans supereeuweling
- Andoni Zubizarreta Urreta (1961), Spaans voetballer
- Iñaki Azkuna Urreta (1943), Spaans politicus
- Aliecer Urrutia (1974), Cubaans atleet
- Francisco José Urrutia Olano (1870-1950), Colombiaans jurist, diplomaat en politicus
- Ignacio Bolívar y Urrutia (1850-1944), Spaans natuurkundige en entomoloog
- Josu Urrutia (1968), Spaans voetbalspeler
- Manuel Rolando Iturra Urrutia (1984), Chileens voetbalspeler
- Patricio Javier Urrutia Espinoza (1977), Ecuadoraans voetballer
- Santiago Urrutia (1996), Uruguayaans autocoureur
- Francisco Javier González (Javier) Urruticoechea (1952-2001), Spaans voetballer
- Charles-Joseph d'Ursel (1777-1860), Zuid-Nederlands politicus en minister, Belgisch senator en burgemeester
- Charles Marie Leon d'Ursel (1848-1903), Belgisch diplomaat en gouverneur
- Conrard Albert Karel van Ursel (ca. 1663-1738), Zuid-Nederlands militair en hertog van Ursel en van Hoboken
- Jean Charles Marie Léon (Léon) d'Ursel (1805-1878), Belgisch senator en burgemeester
- Karel van Ursel (1717-1775), Zuid-Nederlands militair en hertog van Ursel en van Hoboken
- Lancelot van Ursel (16e eeuw), Zuid-Nederlands politicus en burgemeester
- Louis M. Alexandre d'Ursel (1886-1969), Belgisch diplomaat
- Ludovic-Marie d'Ursel (1809-1886), Belgisch politicus
- Marie Charles Joseph (Joseph) d'Ursel (1848-1903), Belgisch edelman, politicus en provinciegouverneur
- Marie Hippolyte Adrien Ludovic (Hippolyte) d'Ursel (1850-1937), Belgisch volksvertegenwoordiger en senator
- Robert Marie Léon d'Ursel (1873-1955), Belgisch edelman, burgemeester en senator
- Wolfgang Willem Jozef Leonard Vitalis van Ursel (1750-1804), Zuid-Nederlands militair, hertog van Ursel en van Hoboken, prins van Arche en van Charleville, graaf van Grobbendonk, baron van Wezemaal
- Aloysius Jacobus (Loek) Ursem (1958), Nederlands voetballer
- Bonnie Urseth, Amerikaans actrice
- Urshi-Teshub (13e eeuw v.Chr.), koning van de Hettitisch Rijk
- Corrado Ursi (1908-2003), Italiaans geestelijke en kardinaal
- Pieter Ursi (1877-1937), Belgisch bedrijfsleider en Vlaams activist
- Ursicinus (4e eeuw), magister equitum in het Oost-Romeinse Rijk
- Carl Oskar (Oskar) Ursinus (1877-1952), Duits luchtvaartpionier
- Pascal Ursinus (1976), Nederlands ondernemer
- Ursinus, tegenpaus (366-367)
- Zacharias Ursinus, geboren als Zacharias Bär (1534-1583), Duits theoloog
- Ursula van Beckum, geboren als Ursula von Werdum (†1544), Nederlands edelvrouw en geëxecuteerde
- Ursula van Keulen (†383), Duits koningsdochter en heilige
- Meester van de Ursulalegende (ca. 1436-ca. 1504), Vlaams kunstschilder
- Mihaela Ursuleasa (1978-2012), Roemeens pianiste
- Ursus van Solothurn (3e eeuw), Zwitsers martelaar en heilige
- Pablo Urtasun Pérez (1980), Spaans wielrenner
- Lucrecia Reyes-Urtula (1929-1999), Filipijns choreografe en artistiek directrice
- Ernesto Peralta Uruchurtu (1906-1997), Mexicaans politicus
- Manuel R. Uruchurtu (1872-1912), Mexicaans jurist en politicus
- Cesar Urueta Taboada (1986), Mexicaans voetballer
- Fernando Gómez-Mont Urueta (1963), Mexicaans jurist en politicus
- Uruinimgina van Lagasj (24e eeuw v.Chr.), koning van de stad Lagasj (2352-2342 v.Chr.)
- Utu-Khegal van Uruk (22e eeuw v.Chr.), koning van Sumer
- Joseph John Urusemal (1952), Micronesisch politicus en president (2003-2007)
- Urus Khan, Khan van de Witte Horde (Mongoolse Rijk)
- Joseph Berthold (Bertie) Urvater (1910-2003), Belgisch edelman, diamantair en kunstverzamelaar
- Jules Sébastien César Dumont d'Urville (1790-1842), Frans admiraal en ontdekkingsreiziger
- José María Mariano Segundo Fernández de Urvina Viteri (1808-1891), Ecuadoraans militair en politicus
- Sascha Urweider (1980), Zwitsers wielrenner
- David Ury (1973), Amerikaans acteur
- Leo Lesser (Lesser) Ury (1861-1931), Duits kunstschilder
- Pavel Samouilovitch Urysohn (1898-1924), Russisch wiskundige
- Ismael Urzaíz Aranda (1971), Spaans voetballer
- Domingo Jonhy Vega Urzúa, bekend als Américo (1977), Chileens zanger

## Us

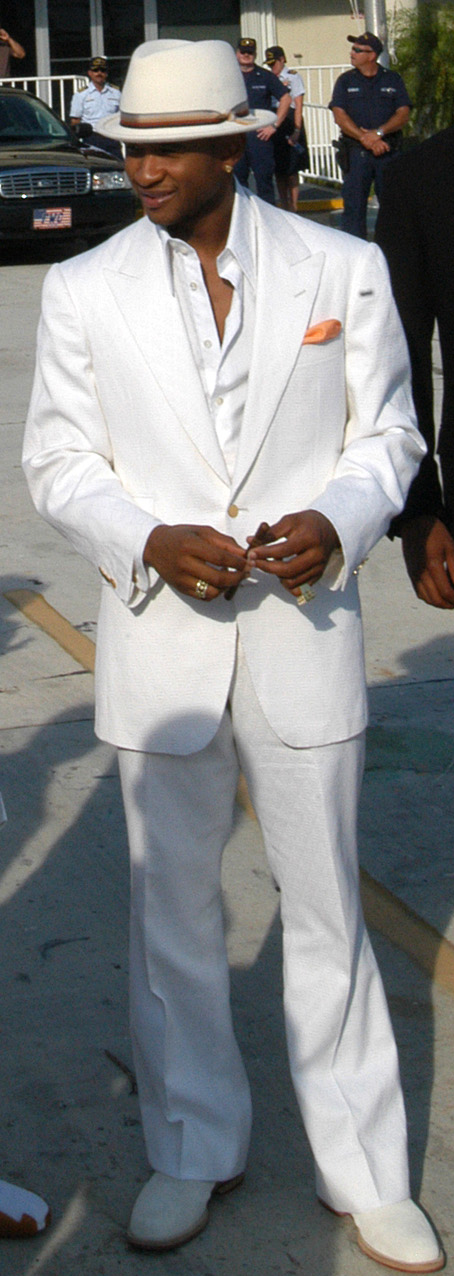
Usher

- Xabier Usabiaga Oiartzabal (1969), Spaans wielrenner
- Anita Ušacka (1952), Lets hoogleraar en rechter
- Orkun Usak (1980), Turks voetballer
- Halit Ziya Uşaklıgil (1865-1945), Turks schrijver
- Takashi Usami (1992), Japans voetballer
- José Maria Usandizaga Soraluce (1887-1915), Spaans pianist en componist
- Julian Usano Martinez (1976), Spaans wielrenner
- Shereen Usdin (1962), Zuid-Afrikaans arts
- Usercheres, Egyptisch farao (ca. 2504-2496 v.Chr.)
- K.K. Usha (1939-2020), Indiaas rechter
- John Palmer Usher (1816-1889), Amerikaans politicus
- Paul Usher (1961), Engels acteur
- Scott Usher (1983), Amerikaans zwemmer
- Usher, pseudoniem van Usher Terrence Raymond IV (1978), Amerikaans zanger en acteur
- Takeshi Ushibana (1977), Japans voetbalspeler
- Reece Ushijima (2003), Amerikaans-Japans autocoureur
- Jenna Noelle Ushkowitz (1986), Amerikaans actrice en zangeres
- Meral Uslu (1962), Nederlands filmmaakster (documentairemaakster, filmregisseuse en scenarioschrijfster van Turkse komaf
- Mustapha Usman, pseudoniem van Moestafa Abdoelsatar Nabibaks (1939), Surinaams schrijver
- Zilla Huma Usman (1971-2007), Pakistaans politica en feministe
- Alexandre Usov, pseudoniem van Aljaksandr Oesaw (1977), Wit-Russisch wielrenner
- Maria Uspenskaya (1982), Russisch klavecimbel- en pianofortespeelster
- Abraham ben Salomon Usque, bekend als Duarte Pinhel (16e eeuw), Portugees publicist en theoloog
- Rabi ibn Sid al-Usquf (10e eeuw), Bisschop en ambassadeur
- Willem Usselincx (1567-ca. 1647), Zuid-Nederlands ondernemer en ontdekkingsreiziger
- Billy Usselton (1926-1994), Amerikaans rietblazer
- James Ussher (1581-1656), Iers aartsbisschop
- Fuat Usta (1972), Turks voetballer en voetbaltrainer
- Suat Usta (1981), Turks-Nederlands voetballer
- Yeşim Ustaoğlu (1960), Turks filmregisseuse, scenarioschrijfster en filmproducente
- Óscar Alfredo Ustari (1986), Argentijns voetballer
- Peter Alexander Ustinov (1921-2004), Brits acteur, schrijver en toneelschrijver
- Maciej Ustynowicz (1983), Pools schaatser
- Evgeny Ustyugov (1985), Russisch biatleet
- Hiroyuki Usui (1953), Japans voetballer
- Kohei Usui (1979), Japans voetbalspeler
- Mikao Usui (1865-1926), Japans boeddhist en reiki-meester
- Yoshito Usui (1958-2009), Japans mangatekenaar
- Albeiro Usuriaga López (1966-2004), Colombiaans voetballer

## Ut

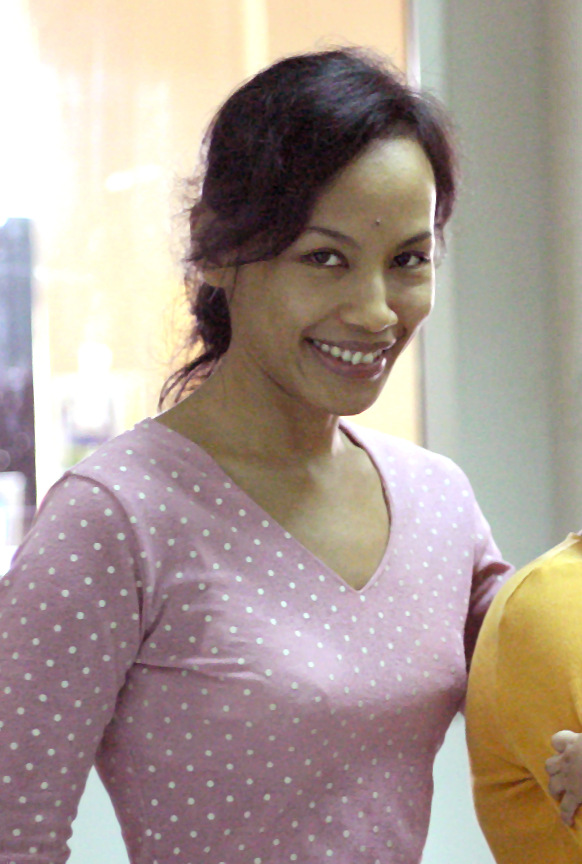
Ayu Utami (2005)

- Hikaru Utada, bekend als Hikki (1983), Japans popzangeres, singer-songwriter en muziekproducente
- John Chukwudi Utaka (1982), Nigeriaans voetballer
- Peter Utaka (1984), Nigeriaans voetballer
- Ayu Utami (1968), Indonesisch Journalist, radiomaker en schrijfster
- Sergei Utchakov (1968), Oekraïens wielrenner
- Eugeen Emiel Karel Uten (1919-2001), Belgisch beiaardier en componist
- Alexander Utendal (ca. 1544-1581), Vlaams componist
- Ghiselbert Uten Goye (†1271), Nederlands commandeur van de Duitse Orde
- Jakob Utenhoff (17e eeuw), Zweeds koopman en edelman
- Karel Utenhove (ca. 1500-1580), Vlaams edelman, schepen, humanist en politicus
- Karel Utenhove (1536-1600), Zuid-Nederlands edelman, humanist en dichter
- Anna Utenhoven (1552-1597), Zuid-Nederlands ketter
- Jacob Maurits Carel van Utenhove van Heemstede (1773-1836), Nederlands astronoom en politicus
- Uterpendragon, koning van Brittannië (mythisch)
- Hendrik (Henk) Uterwijk (1938), Nederlands acteur
- Mark Uth (1991), Duits voetbalspeler
- Muhammad ibn al Uthaymeen (1925-2001), Saudisch soennitisch geleerde
- Abu Bishr ?Amr ibn ?Uthman ibn Qanbar Al-Bishri (ca. 760-ca. 796), Iraans taalkundige
- Marcus Porcius Cato Uticensis minor (95-46 v.Chr.), Romeins politicus, staatsman en Stoïcijn
- Adrian Utley (1957), Engels jazzgitarist
- Darrell Thomas Utley (1981), Amerikaans jeugdacteur
- Richard Utley (1935), Brits autocoureur
- Adriaen van Utrecht (1599-1652), Brabants kunstschilder
- Alberik II van Utrecht, bisschop van Utrecht (838-844)
- Boudewijn I van Utrecht (†995), bisschop van Utrecht (990-995)
- Eginhard van Utrecht (9e eeuw), bisschop van Utrecht
- Frederik van Utrecht (ca. 780-ca. 838), Nederlands bisschop
- Gregorius van Utrecht (ca. 707-776), Nederlands geestelijke, leider van de Utrechtse kerk en heilige
- Jacob Claesz. van Utrecht (ca. 1480-ca. 1530), Nederlands kunstschilder
- Leonard van Utrecht (1969), Nederlands voetballer
- Liudger van Utrecht (9e eeuw), bisschop van Sticht Utrecht (ca. 848-ca. 854)
- Maria van Utrecht (ca. 1549-onbekend), Echtgenote van Johan van Oldenbarnevelt
- Otto II van Utrecht (†1227), Nederlands bisschop
- Simon van Utrecht (†1437), Hamburgs kapitein en admiraal
- Meester van de Utrechtse Stenen Vrouwenkop (16e eeuw), Nederlands beeldhouwer
- Maurice Utrillo (1883-1955), Frans kunstschilder
- Miquel Utrillo i Morlius (1862-1934), Spaans ingenieur, kunstschilder en kunstcriticus
- Utu-Khegal van Uruk (22e eeuw v.Chr.), koning van Sumer
- Jørn Utzon (1918-2008), Deens architect

## Uu
- Galbaatar Uuganbaatar (1988), Mongolisch langebaanschaatser
- Eino Uusitalo (1924), Fins politicus

## Uv
- Mario Uva (1942-2013), Nederlands chef-kok
- Bruno Uvini Bortolança (1991), Braziliaans voetballer

## Uw
- Jasper Uwaegbulam (1994), Nigeriaans voetballer
- Ishinosuke Uwano (1922), Japans militair
- Agathe Uwilingiyimana (1953-1994), Rwandees politica en premier van Rwanda (1993-1994)

## Uy
- Reynaldo Uy (1951-2011), Filipijns politicus
- Bülent Uygun (1971), Turks voetballer
- Elisabeth Jacoba (Liesbeth) den Uyl-van Vessem (1924-1990), Nederlands activiste, publiciste en politica
- Jacob (Bob) den Uyl (1930-1992), Nederlands schrijver en jazztrompettist
- Jan Jansz. den Uyl (ca. 1596-1639), Nederlands kunstschilder en etser
- Johannes Marten (Joop) den Uyl, geboren als Johannes Marten (Joop) den Uijl (1919-1987), Nederlands politicus (o.a. premier 1973-1977)
- Saskia Elisabeth Agatha Noorman-den Uyl (1946), Nederlands interieurarchitect, ambtenaar en politica
- Mellifica (Mellie) Uyldert (1908-2009), Nederlands astrologe en alternatief genezeres
- Marcel Uylenbroeck (1920-1979), Belgisch priester en sociaal activist
- Rosa Uylenburg (1963), Nederlands jurist
- Gerrit van Uylenburgh (ca. 1625-1679), Nederlands kunsthandelaar
- Hendrick van Uylenburgh (ca. 1587-1661), Nederlands kunsthandelaar
- Rombertus van Uylenburgh (1554-1624), Nederlands landsadvocaat, pensionaris, burgemeester en afgevaardigde
- Saskia (Saakje) van Uylenburgh (1612-1642), Nederlands model en echtgenote van Rembrandt van Rijn
- Jacobus Johannes (Jamie) Uys (1921-1996), Zuid-Afrikaans filmregisseur
- Pieter Lafras (Piet) Uys (1797-1838),
- Pieter-Dirk Uys (1945), Zuid-Afrikaans satiricus, performer, schrijver en sociaal activist
- Necip Uysal (1991), Turks voetballer
- Jochem Simon Uytdehaage (1976), Nederlands schaatser
- Ingeborg Uyt den Boogaard (1930), Nederlands actrice
- Jan Wilhelmus Huybert Uytenbogaart (1897-1964), Nederlands scheikundige en hoogleraar
- Johannes Uytenbogaert (1557-1644), Nederlands predikant en prozaschrijver
- Moses van Uytenbroeck (ca. 1595-ca. 1647), Nederlands kunstschilder en etser
- Rudy Uytenhaak (1949), Nederlands architect
- Rob Uytermerk (1941), Nederlands voetballer
- Louis Uytroever (1884-1966), Belgisch vakbondsbestuurder en politicus
- Anne-Marie Cécile J. (Annemie) Neyts-Uyttebroeck (1944), Belgisch politica
- Felix Uyttenbroeck (1928-2019), Belgisch atleet
- René Uyttendaele (1928-2003), Belgisch politicus
- Frans Uyttenhove (1874-1923), Belgisch componist, organist, violist en leraar
- Magali Uytterhaegen (1954), Vlaams actrice
- Antoon Uytterhoeven (1930-2001), Belgisch atleet
- Marc Herman Jozef (Mark) Uytterhoeven (1957), Vlaams sportjournalist en televisiepresentator
- Victor Uytterschaut (1847-1917), Belgisch kunstschilder
- Goedele Uyttersprot (1980), Belgisch advocate en politica
- Herman Uyttersprot (1909-1967), Belgisch literatuuronderzoeker en hoogleraar
- Ilse Uyttersprot (1967-2020), Belgisch politica
- Karel Uyttersprot (1949), Belgisch politicus
- Mout Uyttersprot (1979), Belgisch acteur
- Raymond Uyttersprot (1935-1987), Belgisch politicus
- Alison Van Uytvanck (1994), Belgisch tennisspeelster

## Uz
- Koichi Uzaki (1935), Japans componist en muziekpedagoog
- Ferreolus van Uzès (521-581), Frans bisschop en heilige
- Jerfi Uzman (1978), Nederlands jurist
- İbrahim Üzülmez (1974), Turks voetballer
- Ahmet Üzümcü (1951), Turks diplomaat
- Ilan Fernández Uzzan, Colombiaans crimineel en modeontwerper
- Steven Uzzell, Engels golfspeler
- Uzzi, Israëlitisch hogepriester
- Uzzia, koning van het koninkrijk Juda (Hebreeuwse Bijbel)